# Varșovia
Varșovia (în poloneză Warszawa pronunțat [varˈʂava] ⓘ; nume oficial Miasto Stołeczne Warszawa, Orașul Capitală Varșovia) este capitala Poloniei din 1596, când Regele Sigismund al III-lea a mutat capitala de la Cracovia. Populația Varșoviei este estimată la 1.708.491 locuitori. Orașul este de asemenea capitala voievodatului Mazovia, localizat în partea central-estică a Poloniei.
Centrul vechi istoric din Varșovia a fost înscris în anul 1980 pe lista patrimoniului cultural mondial UNESCO.

## Etimologie
Numele Varșoviei în limba poloneză este Warszawa (în trecut se scria Warszewa și Warszowa), înseamnă “aparținând lui Warsz”, Warsz fiind forma prescurtată a unui nume masculin de origine slavă Warcisław (vezi de asemenea și etimologia numelui Wrocław). Etimologia populară atribuie numele orașului unui pescar pe nume Wars și soției sale Sawa. Potrivit legendei, Sawa era o sirenă, ce locuia în râul Vistula, de care Wars s-a îndăgostit . În realitate Wars a fost un nobil ce conducea orașul în secolele XII, respectiv XIII. Numele oficial este miasto stołeczne Warszawa (Română: "Orașul capitală al Varșoviei") . Un rezident al Varșoviei este numit varșovian. Alte nume ale Varșoviei în diferite limbi: Warsaw (engleză), Warschau (germană), װאַרשע/Varshe (idiș), Варшава/Varshava (rusă, bulgară, ucraineană), Varšuva (lituaniană), Varsovia (latină, italiană, portugheză și spaniolă), Varsovie (franceză).

## Istorie
Varșovia este notabilă printre capitalele din Europa nu pentru mărimea sa, vârsta sa, sau frumusețea sa, ci pentru indestructibilitatea sa. Este un phoenix care a renăscut de mai multe ori din cenușa războiului. Suferind daune mari în timpul ocupărilor suedeză și prusacă din 1655-1656, a fost asaltată din nou în 1794, când armata rusă a masacrat populația suburbiilor varșoviene.

### Perioada Medievală
Primele așezări de tip cetate pe situl actualei Varșovii au fost Bródno (Secolele IX-X) și Jazdów (secolele XII-XIII). După ce Jazdów a fost distrus, o nouă așezare similară a fost stabilită pe situl unui mic sat pescăresc numit Warszowa. Prințul plock Boleslav al II-lea al Masoviei, a stabilit acest așezământ ca fiind moderna Varșovie în jurul anului 1300. La începutul secolului XIV, economia Varșoviei se baza în mare parte pe meșteșug și schimburi. La terminarea liniei ducale regale, Coroana Poloneză a devenit noua linie ducală în anul 1526.

### Secolele XVI-XVIII
În 1529 Varșovia a devenit pentru prima dată, ulterior permanent  din 1569, cetatea de scaun a Sejm. În 1573 orașul și-a schimbat numele în Confederația Varșoviei, stabilind formal libertatea religioasă pentru federația polonezo-lituaniană. Datorită poziției centrale între capitalele Federației Kraków și Vilnius, Varșovia a devenit capitala Federației, și a Coroanei Poloneze, în 1596, când regele Sigismund al III-lea de Vasa a mutat curtea din Cracovia în Varșovia.
În anii următori orașul s-a extins până la suburbii. Câteva districte private independente au fost stabilite, proprietățile aristocraților și cele ale micii nobilimi erau conduse după propriile reguli. De trei ori, între anii 1655 și 1658 orașul a fost sub asediu.
În 1700, Marele Război Nordic a izbucnit. Orașul a fost asediat de mai multe ori și a fost obligat să plătească dări foarte mari.
Stanisław August Poniatowski, este cel care a reproiectat Castelul Regal din Varșovia, contribuind de asemena și la dezvoltarea culturală și artistică a acestuia. Acest lucru a adus Varșoviei denumirea de Paris al Estului.

### Secolele XIX-XX

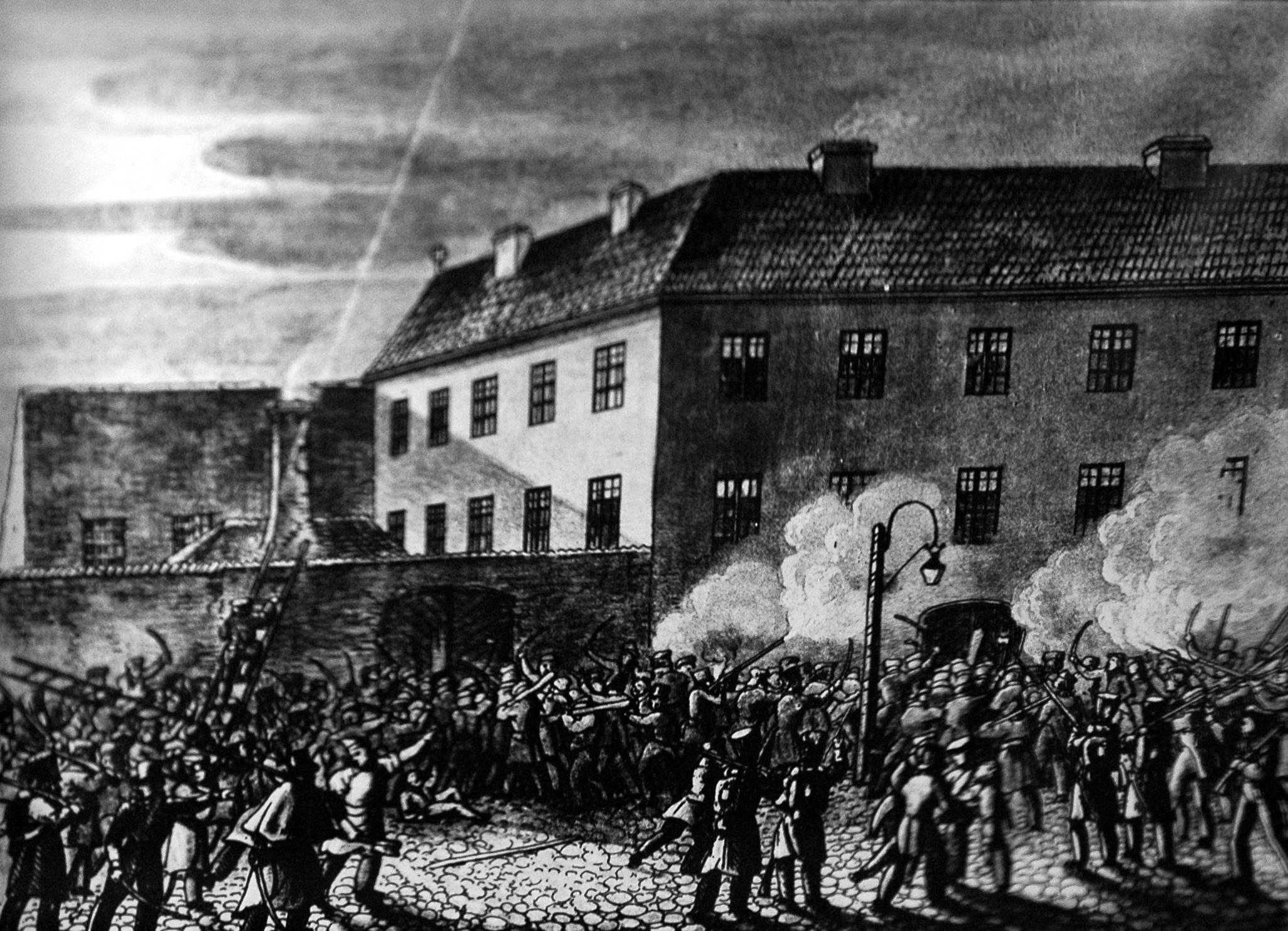
Revolta din 1830

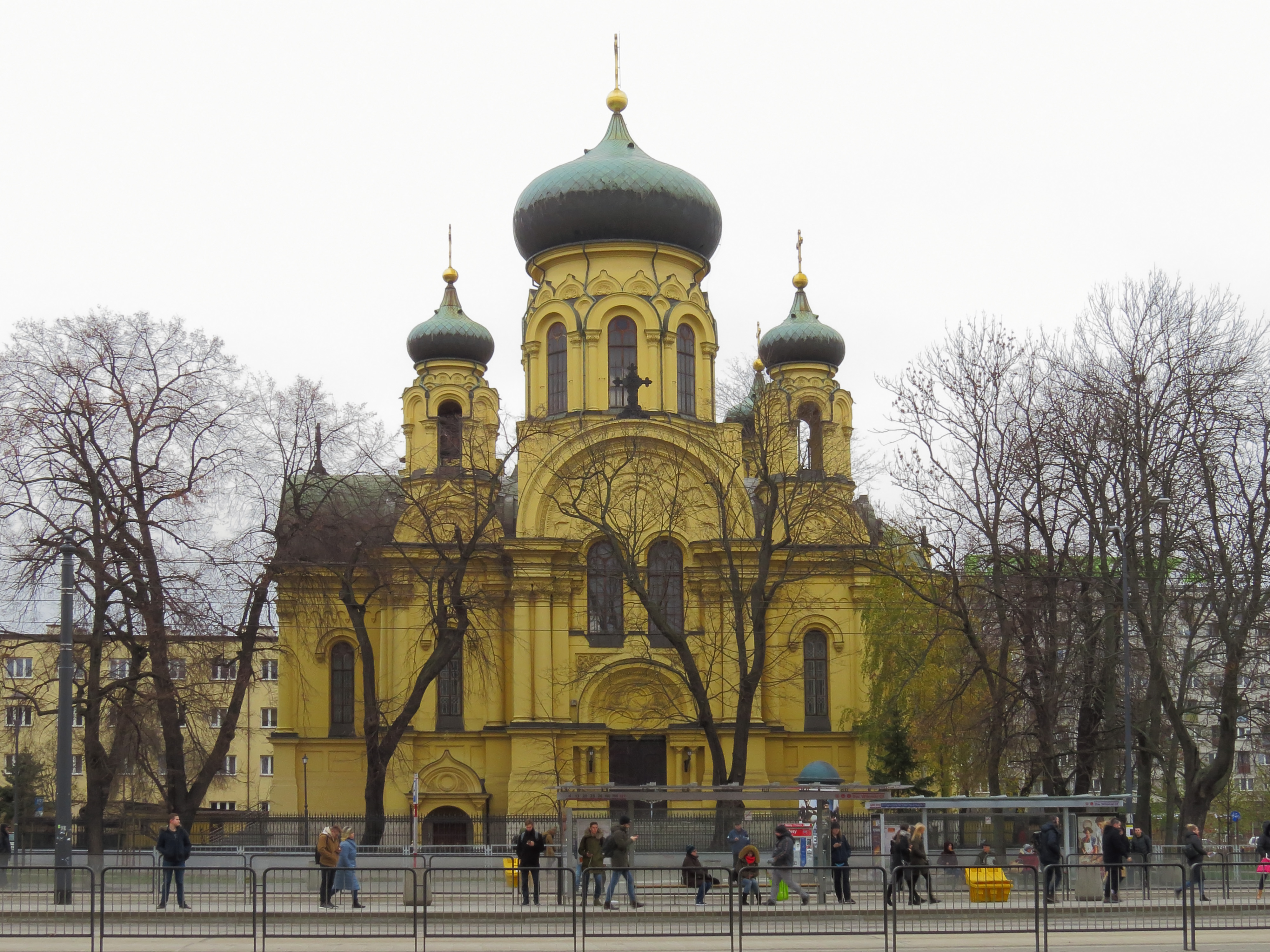
Catedrala ortodoxă din Varșovia

Varșovia a rămas capitala Federației Polonezo-Lituaniene până în anul 1795, când orașul a fost anexat de Prusia și transformat în capitala provinciei Prusiei de Sud. Eliberat de armata lui Napoleon în 1806, Varșovia a devenit capitala nobilimii nou create a Varșoviei. În urma Congresului de la Viena din 1815, Varșovia a devenit centrul Congresului Polonez, o monarhie constituțională sub o unire proprie cu Imperiul Rus. Universitatea Regală a Varșoviei a fost creată în anul 1816.
Din cauza violării repetate a constituției Poloniei de către Rusia, în 1830 a avut loc o revoltă. Războiul dintre Polonia și Rusia din 1831 s-a sfârșit cu eșecul revoltei de a micșora autonomia Regatului. În data de 27 februarie 1861 o mulțime în Varșovia a protestat împotriva ocupației Poloniei de către Rusia.
Varșovia a înflorit la sfârșitul secolului XIX, când primar era Sokrates Starynkiewicz (1875–1892), un general originar rus numit de țarul Alexandru al III-lea al Rusiei. Sub Starynkiewicz în Varșovia a fost construit primul sistem de apă și canalizare proiectat și conceput de inginerul englez William Lindley și fiul acestuia, William Heerlein Lindley. În aceeași perioadă au fost modernizate tramvaiele, creat un sistem iluminarea al străzilor și construcția instalației de gaz.
La recensământul Imperiului Rus din 1897 erau înregistrați 626 000 de oameni ce locuiau în Varșovia, poziționându-l pe locul al treilea, ca mărime în Imperiu, după St. Petersburg și Moscova.

### Perioada Interbelică (1918-1939)
Istoria civilizației contemporane nu cunoaște un eveniment de o importanță mai mare decât Bătălia Varșoviei, 1920, sau cel puțin unul a cărui importanță să fie mai puțin apreciată.
(Edgar Vincent)
Varșovia a fost sub ocupație germană din 4 august 1915 până în noiembrie 1918. Termenii Armistițiului Forțelor Aliate din articolul 12 cereau Germaniei să se retragă din zonele controlate de Rusia în 1914 (Varșovia se număra printre orașele ce se aflau în zonele respective). Germania a respectat armistițiul, iar Pilsudki s-a intors în Varșovia la data de 11 Noiembrie punând bazele a ceea ce a devenit ulterior A doua Republică Poloneză, cu capitala în Varșovia. În cursul războiului bolșevico-polonez din 1920, marea bătălie pentru Varșovia a avut loc la periferia orașului ce a fost apărat cu succes, Armata Roșie fiind învinsă. Polonia a oprit de una singură atacul principal al Armatei Roșii și a învins ideea exportului revoluției.

### Al Doilea Război Mondial

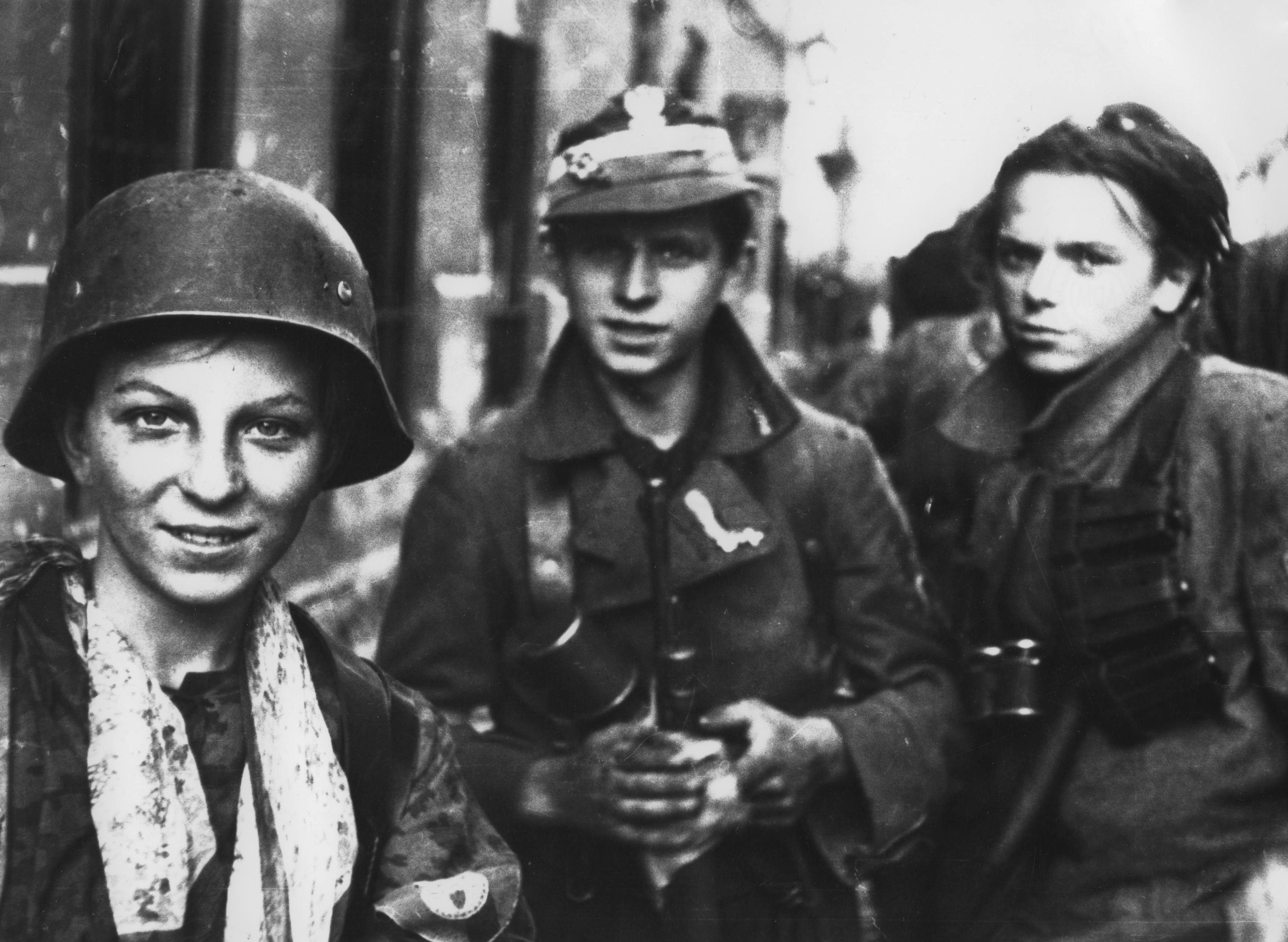
Membrii Revoltei

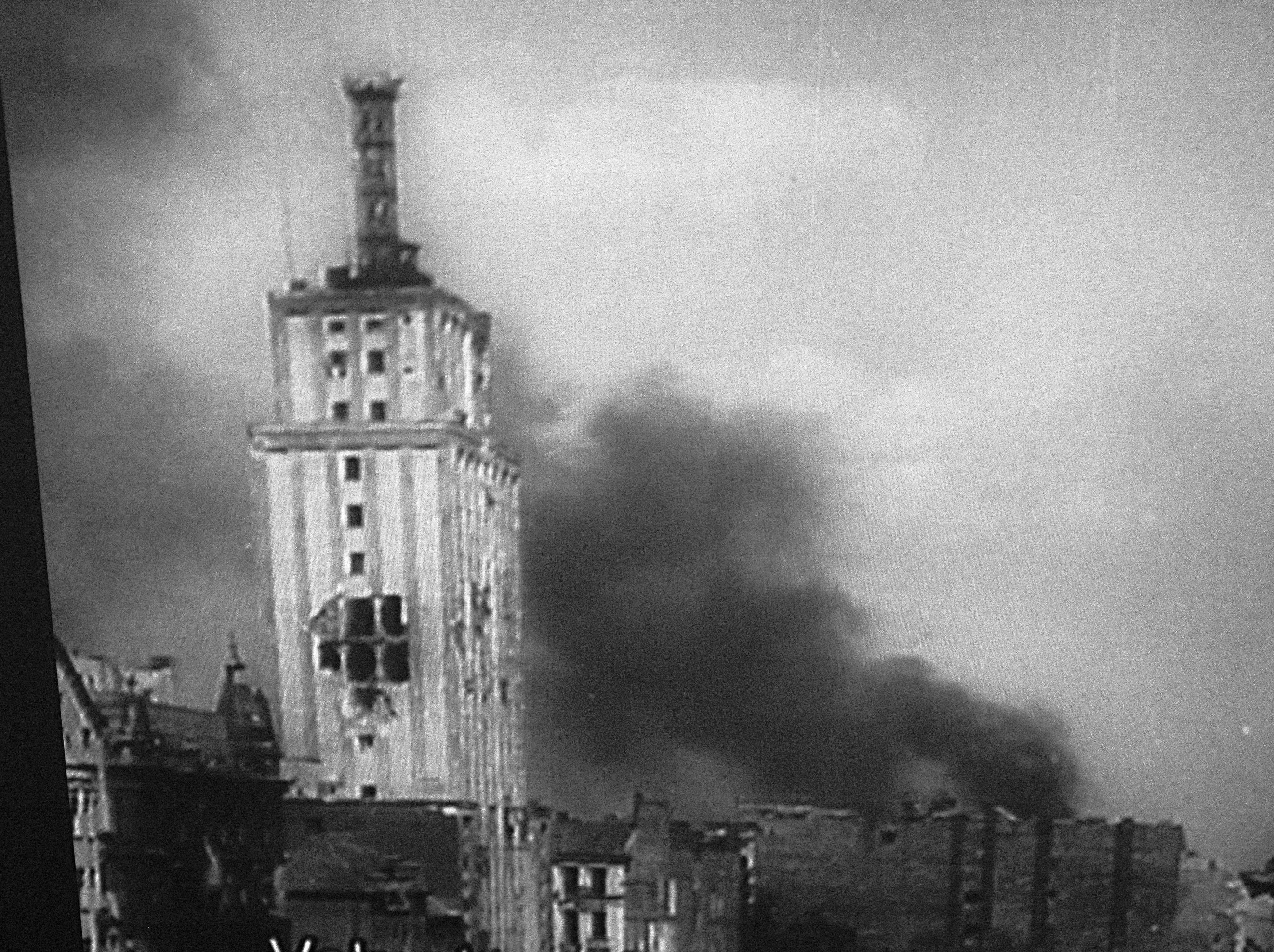
MPW Varșovia

Mai mult de 8 din 10 clădiri erau distruse, în Varșovia, la finalul celui de al doilea Război Mondial.
După invadarea Poloniei de către Germania pe 1 septembrie 1939, a început cel de al doilea Război Mondial. Centrul Poloniei, inclusiv Varșovia, a fost adus sub conducerea Guvernului General, o administrație colonială germană nazistă. Toate instituțiile cu un nivel de educație mai mare și influență politică au fost închise imediat. Întreaga populație evreiască a Varșoviei – câteva sute de mii, aproape 30% din populația totală a orașului – a fost transferată în Ghetoul Varșoviei. Orașul va deveni centrul urban al rezistenței ocupației naziste în Europa ocupată. Când a venit ordinul, ce făcea parte din ''Soluția Finală'' a lui Hitler din data de 19 aprilie 1943, de a anihila ghetto-ul, luptătorii evrei au lansat Revolta Ghetoul Varșoviei. În ciuda faptului că erau neînarmați și depășiți numeric, Ghetoul a rezistat aproape o lună. Când lupta a luat sfârșit, aproape toți supraviețuitorii au fost masacrați. Foarte puțini reușind să scape sau să se ascundă.
În iulie 1944, Armata Roșie avansează pe teritoriul polonez spre Varșovia urmărindu-i pe germani. Știind că Stalin nu era de acord cu ideea unei Polonii independente, Guvernul Poloniei, exilat în Londra, a dat ordine propriei armate secrete (AK) să încerce să preia controlul asupra Varșoviei înainta Armatei Roșii. Prin urmare, pe 1 august 1944, în timp ce Armata Roșie se apropria de oraș, Revolta Varșoviei a început. Lupta armată, prevăzută să dureze 48 de ore, a durat 63 de zile. Stalin, între timp, a dat ordine propriilor trupe să aștepte în afara Varșoviei. În cele din urmă, luptătorii armatei secrete din Varșovia, asistată și de civili, au fost obligați să capituleze. Supraviețuitorii au fost transportați în lagărele PoW din Germania, în timp ce întreaga populație civilă a fost forțată să părăsească orașul. Victimele civile poloneze sunt estimate undeva între 150 000 și 200 000.
Germanii au distrus Varșovia din temelii. Hitler ignoră termenii de capitulare și a ordonat ca întregul oraș să fie distrus din temelii iar biblioteca și colecțiile din muzee să fie luate în Germania sau arse. Monumentele și clădirile guvernului au fost aruncate în aer de către trupele germane cunoscute sub numele de: Verbrennungs- und Vernichtungskommando (Detașamentul de ardere și distrugere). În jur de 85% din oraș a fost distrus, inclusiv centrul istoric vechi al oraș și Castelul Regal.
La data de 17 ianuarie 1945 –după ce ofensiva Armatei Roșii cunoscută sub numele de Ordinul Vistula a început– trupele sovietice au intrat în ruinele Varșoviei, și au eliberat suburbiile acesteia de sub ocupația germană. Orașul a fost cucerit foarte repede de către armata aflată sub conducerea lui Stalin, avansând rapid către Łódź, în timp ce trupele germane se retrăgeau.

### Istoria Recentă
În 1945, după ce bombardamentele, revoltele, luptele și demolările au luat sfârșit, o mare parte din Varșovia zăcea în ruină. După război, sub un regim comunist stabilit de către cuceritorii sovietici, campania “cărămizile Varșoviei” a fost inițiată. Au fost proiectate clădiri noi pentru a le înlocui pe cele vechi. Au fost construite și clădiri monument precum: Palatul de Cultură și Știință, un cadou din partea Uniunii Sovietice. Orașul a redevenit capitala Poloniei și centrul politic respectiv economic al țării. Multe dintre străzile istorice, clădiri și biserici au fost restaurate la forma lor originală. În 1980, centrul istoric al orașului a fost desemnat ca Moștenire Mondială și ocrotit de UNESCO.
Ioan Paul al II-lea vizitează țara nativă în 1979 și 1983 acordând suport mișcării Solidaritatea și încurajează mișcările anti-comuniste. În 1979, la mai puțin de un an de când a devenit papă, Ioan Paul celebrează euharistia în Piața Victoria din Varșovia. Încheie ceremonia cu un apel cunoscut sub numele de schimbarea feței Poloniei. Intervenția lui Ioan Paul al II-lea a fost înțeleasă ca fiind un imbold în favoarea unor schimbări democratice.

## Geografie

### Localizare și topologie

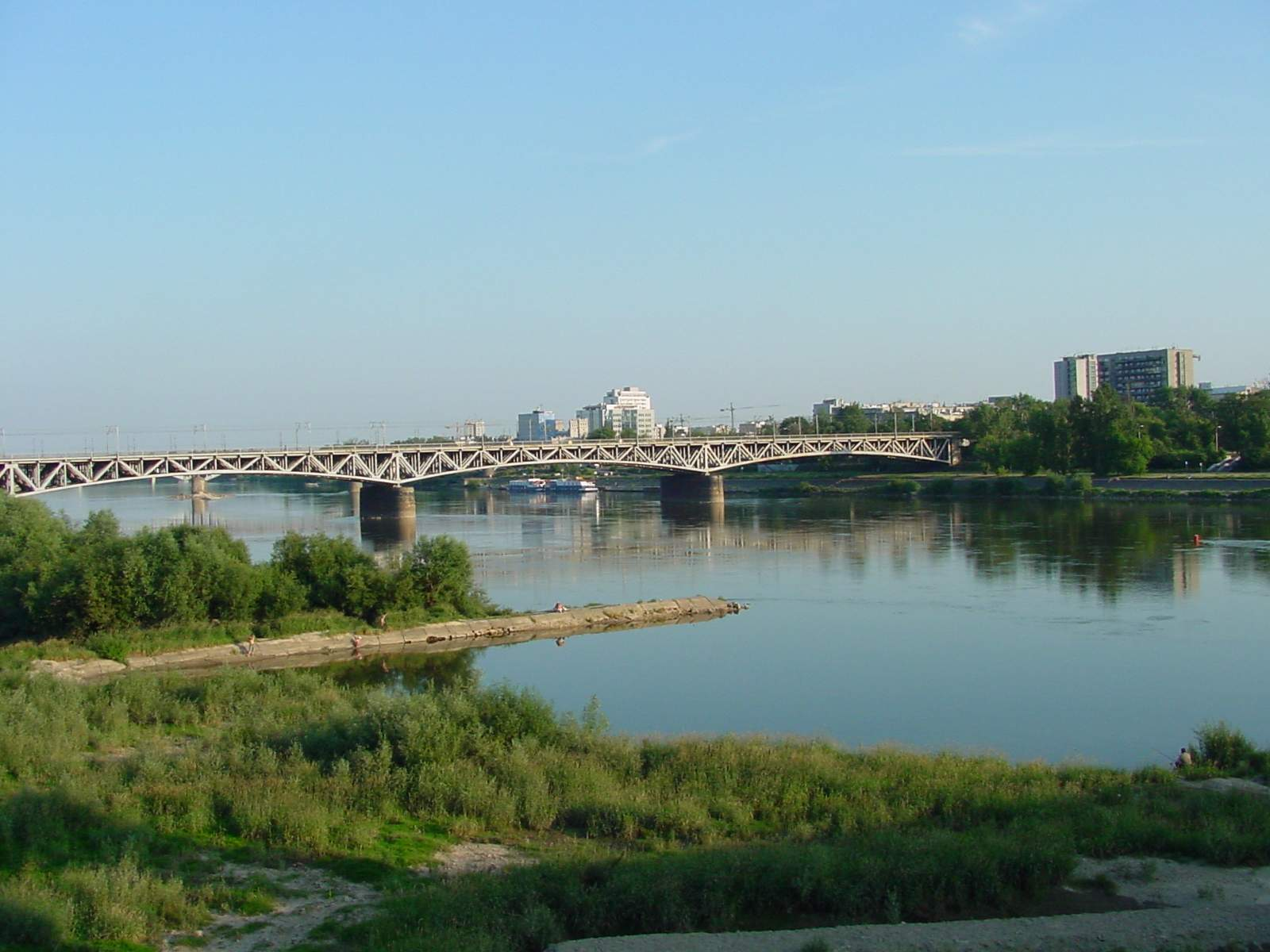
Vistula

Varșovia este poziționată în zona central-estică a Poloniei la aproximativ 300 de km de Munții Carpați, la aproximativ 260 de km de Marea Baltică și la 523 km est de Berlin, Germania. Orașul este străbătut de către râul Vistula. Altitudinea medie a orașului este de 100 de metri peste nivelul mării. Cel mai înalt punct în partea stângă a orașului este de 115,7 metri (cartierul Wola), cel mai înalt punct din partea dreaptă a orașului fiind de 122,1 metri (cartierul Wesoła). Cel mai jos punct este de 75.6 metri (malul drept al Vistulei). Sunt de asemenea câteva dealuri în oraș, majoritatea construite artificial localizate la limita orașului (de exemplu: dealul Răzvrătirii Varșoviene 121 metri și dealul Szczęśliwice 138 metri, ultimul fiind de asemenea și cel mai înalt punct din Varșovia).
Varșovia se află pe două formațiuni geomorfologice principale cu paternuri asimetrice și terasări: câmpie rezultată în urma unui platou de acumulare glaciară și valea Vistulei. Râul Vistula este principala axă a Varșoviei ce divide orașul în două părți, partea stângă și partea dreaptă. Partea stângă se situează atât pe platoul de acumulare glaciară cât și pe terasările de pe Vistula. Forma predominantă de relief în această parte a Varșoviei este platoul de acumulare glaciară numit și Abruptul Varșoviei. Platoul de acumulare glaciară are foarte puține lacuri și locuri de extracție pentru lut artificiale și naturale. Partea dreaptă a Varșoviei are un pattern geomorfologic diferit. Sunt câteva nivele ale câmpii rezultate în urma terasării Vistulei și o mică parte abruptă, puțin observabilă, a câmpiei de acumulare glaciară.

### Clima
Clima Varșoviei este una de tip continental cu ierni friguroase și veri calde. Temperatura medie este de −3 °C (27 °F) în ianurie și 19.3 °C (66.7 °F) în iulie. Temperaturile pot să atingă uneori 30 °C (86 °F) vara. Primăvara și toamna sunt în general anotimpurile frumoase, prima fiind însorită și înfloritoare în timp ce a doua fiind alternativ însorită și cu zile de ceață, friguroasă dar nu rece.
| Date climatice pentru Varșovia | Date climatice pentru Varșovia | Date climatice pentru Varșovia | Date climatice pentru Varșovia | Date climatice pentru Varșovia | Date climatice pentru Varșovia | Date climatice pentru Varșovia | Date climatice pentru Varșovia | Date climatice pentru Varșovia | Date climatice pentru Varșovia | Date climatice pentru Varșovia | Date climatice pentru Varșovia | Date climatice pentru Varșovia | Date climatice pentru Varșovia |
| Luna                           | Ian                            | Feb                            | Mar                            | Apr                            | Mai                            | Iun                            | Iul                            | Aug                            | Sep                            | Oct                            | Nov                            | Dec                            | Anual                          |
| ------------------------------ | ------------------------------ | ------------------------------ | ------------------------------ | ------------------------------ | ------------------------------ | ------------------------------ | ------------------------------ | ------------------------------ | ------------------------------ | ------------------------------ | ------------------------------ | ------------------------------ | ------------------------------ |
| Maxima medie °C (°F)           | 0.1 (32,2)                     | 0.9 (33,6)                     | 4.7 (40,5)                     | 12.2 (54)                      | 19.4 (66,9)                    | 21.7 (71,1)                    | 23.8 (74,8)                    | 23.0 (73,4)                    | 18.3 (64,9)                    | 12.9 (55,2)                    | 5.0 (41)                       | 2.1 (35,8)                     | 12,0 (53,6)                    |
| Media zilnică °C (°F)          | −3 (27)                        | −2.3 (27,9)                    | 1.7 (35,1)                     | 8.2 (46,8)                     | 14.0 (57,2)                    | 17.6 (63,7)                    | 19.3 (66,7)                    | 18.3 (64,9)                    | 14.0 (57,2)                    | 8.2 (46,8)                     | 2.9 (37,2)                     | −0.5 (31,1)                    | 8,2 (46,8)                     |
| Minima medie °C (°F)           | −6.1 (21)                      | −5.5 (22,1)                    | −1.3 (29,7)                    | 4.2 (39,6)                     | 8.6 (47,5)                     | 13.5 (56,3)                    | 14.8 (58,6)                    | 13.6 (56,5)                    | 9.7 (49,5)                     | 3.5 (38,3)                     | 0.8 (33,4)                     | −3.1 (26,4)                    | 4,4 (39,9)                     |
| Minima istorică °C (°F)        | −30.7 (−23.3)                  | −30.4 (−22.7)                  | −23.5 (−10.3)                  | −10.1 (13,8)                   | −3.6 (25,5)                    | 0.3 (32,5)                     | 4.2 (39,6)                     | 2.0 (35,6)                     | −4.7 (23,5)                    | −9 (16)                        | −18.2 (−0.8)                   | −27.4 (−17.3)                  | −30,7 (−23,3)                  |
| Precipitații mm (inches)       | 21 (0.83)                      | 25 (0.98)                      | 24 (0.94)                      | 33 (1.3)                       | 44 (1.73)                      | 62 (2.44)                      | 73 (2.87)                      | 63 (2.48)                      | 42 (1.65)                      | 37 (1.46)                      | 38 (1.5)                       | 33 (1.3)                       | 495 (19,49)                    |
| Umiditate [%]                  | 81                             | 82                             | 78                             | 71                             | 67                             | 68                             | 72                             | 74                             | 75                             | 77                             | 80                             | 86                             | 76                             |
| Nr. de zile cu precipitații    | 15                             | 14                             | 13                             | 12                             | 12                             | 13                             | 13                             | 12                             | 12                             | 13                             | 14                             | 16                             | 159                            |
| Ore însorite                   | 43                             | 59                             | 115                            | 150                            | 211                            | 237                            | 226                            | 214                            | 153                            | 99                             | 39                             | 25                             | 1.571                          |
| Sursă:                         |                                |                                |                                |                                |                                |                                |                                |                                |                                |                                |                                |                                |                                |

### Districte administrative
Varșovia are două centre istorice, numite Orașul Vechi (Stare Miasto) respectiv Orașul Nou (Nowe Miasto) ambele fiind plasate în sectorul Śródmieście.
Până în 1994 existau 7 districte administrative: Śródmieście, Praga Północ, Praga Południe, Żoliborz, Wola, Ochota, Mokotów. Din 1994 până în 2002 au fost create încă 11 districte: Centrum, Białołęka, Targówek, Rembertów, Wawer, Wilanów, Ursynów, Włochy, Ursus, Bemowo, Bielany. În 2002, orașul Wesoła era încorporat iar diviziunea teritorială a Varșovia este divizată în 18 entități distincte cu propriul corp administrativ:

Cartierele Varșoviei (din 2002)

| Cartier        | Populație | Suprafață  |
| -------------- | --------- | ---------- |
| Mokotów        | 217 651   | 35,4 km²   |
| Praga Południe | 187 845   | 22,4 km²   |
| Wola           | 143 996   | 19,26 km²  |
| Ursynów        | 137 716   | 44,6 km²   |
| Bielany        | 136 485   | 32,3 km²   |
| Śródmieście    | 135 000   | 15,6 km²   |
| Targówek       | 124 316   | 24,37 km²  |
| Bemowo         | 100 588   | 24,95 km²  |
| Ochota         | 93 192    | 9,7 km²    |
| Praga Północ   | 74 304    | 11,4 km²   |
| Białołęka      | 64 000    | 74 km²     |
| Wawer          | 62 656    | 79,71 km²  |
| Żoliborz       | 50 934    | 8,5 km²    |
| Ursus          | 44 312    | 9,35 km²   |
| Włochy         | 36 276    | 28,63 km²  |
| Rembertów      | 21 893    | 19,30 km²  |
| Wesoła         | 18 482    | 22,6 km²   |
| Wilanów        | 14 032    | 36,73 km²  |
| Totul          | 1 690 821 | 517,90 km² |

## Urbanism

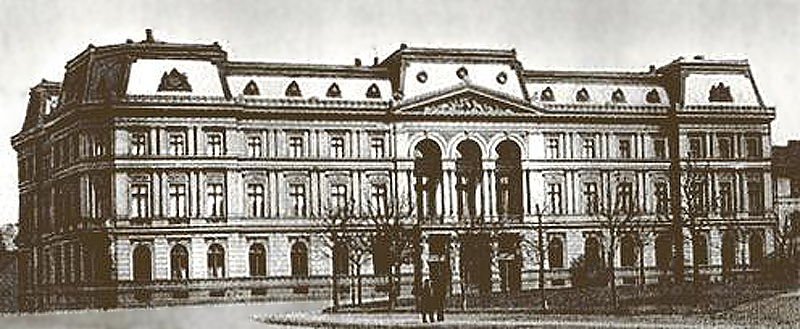
Palatul Kronenberg

Amestecul de stiluri arhitecturale pe care îl are Varșovia reflectă istoria tulburatoare a orașului. În timpul celui de al Doilea Război Mondial Varșovia a fost distrusă. După terminarea războiului a început reconstrucția susținută de partidul comunist. Multe clădiri istorice au fost reconstruite, însă, în ciuda faptului că au fost prezervate rezonabil, între 1950-1960 multe dintre ele au fost demolate (spre exemplu: Palatul Kronenberg). Foarte multe blocuri au fost construite în spiritul blocului estic. Pentru spațiile publice au fost construite piețe, parcuri și monumente noi. Peisajul urban al Varșoviei actuale este unul modern cu arhitectură contemporană.

### Arhitectură

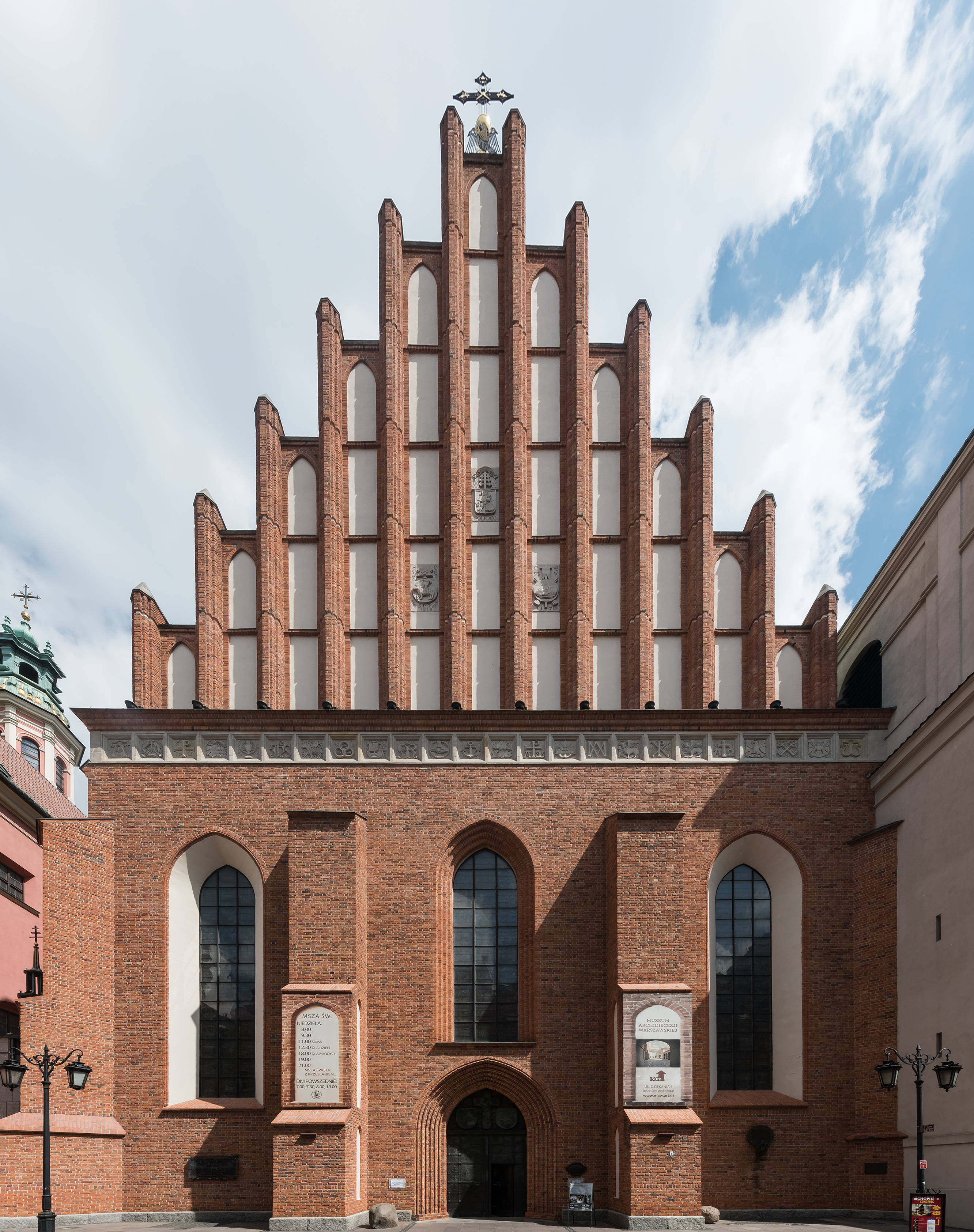
Catedrala Sfântului Ioan (sec. XIV)

În Varșovia există clădiri reprezentative pentru aproape orice stil și perioadă arhitecturală din Europa. Orașul are câteva exemple arhitecturale reprezentative din perioadele gotică, renascentistă, barocă și neoclasică, toate poziționate relativ aproape de centrul orașului.
Arhitectura gotică este reprezentată de biserici majestuoase dar și de case burgheze și fortificații. Clădirile semnificative sunt: Catedrala Sfântul Ioan (sec. XIV), lăcașul fiind un exemplu de stil gotic mazovian; Biserica Sfânta Maria (1411); Primăria familiei Burbach (secolul XIV); Turnul cu praf de pușcă (după 1379); castelul Regal Curia Maior (1407-1410).
Exemplele notabile ale arhitecturii renascentiste sunt: casa negustorului Baryczko (1562); clădirea numită “Negrul” (la începutul secolului al XVII-lea) și casa Salwator (1632).
Exemplele cele mai interesante cu stil manierist sunt: Castelul Regal (1596-1619); Biserica Iezuită (1609-1626). Printre primele structuri cu stil baroc sunt: Biserica Sfântului Hyacinth (1603-1639) și columna lui Zygmunt (1644).
Cele mai impresionante exemple de arhitectură rococo sunt: Palatul Czapski (1712-1721); Palatul celor Patru Vânturi (1730).
Arhitectura neoclasică a Varșoviei poate fi descrisă prin simplitatea formelor geometrice și cu inspirație din perioada Romană. Unele dintre cele mai bune exemple de stil neoclasic sunt: Palatul de pe Apă (reconstruit în 1775-1795); Królikarnia (1782-1786); Biserica Carmelite (fațada 1761-1783); Biserica Evanghelică Sfânta Treime (1777-1782).
Creșterea economică a Poloniei a cauzat și o creștere a nivelului arhitectural. Renașterea Neoclasică a influențat toate aspectele arhitecturale, cel mai notabil exemplu este Marele Teatru (1825-1833).
Exemplele excepționale de arhitectură burgheză din perioada târzie au fost restaurate de către autoritățile comuniste după război (cum ar fi Palatul Kronenberg și clădirea Companiei de asigurare Rosja). Unele au fost reconstruite, însă în stilul realist socialist (spre exemplu: Filarmonica Varșoviei). Clădirea Universității de Tehnologie a Varșoviei este una dintre cele mai interesante modele arhitecturale din secolul al XIX-lea.
Printre construcțiile notabile ale arhitecturii contemporane este inclus și Palatul de cultură și Știință (1952-1955), un zgârie-nori realist-socialist localizat în centrul orașului împreună cu Piața Constituției.
Arhitectura Modernă în Varșovia este reprezentată de clădirea Biroului Metropolitan și Piața Pilsudski construite de Lord Foster, Biblioteca Universității din Varșovia construită de Marek Budzyński și Zbigniew Badowski, o clădire de birouri construită de Skidmore Owings și Merrill.
Se spune că Varșovia este unul dintre cele mai mari orașe, ca suprafață, alături de Frankfurt, Londra, Paris, Moscova, Istanbul și Rotterdam. Din cei 21 zgârie-nori din Polonia, 18 se află în Varșovia.

### Floră și Faună

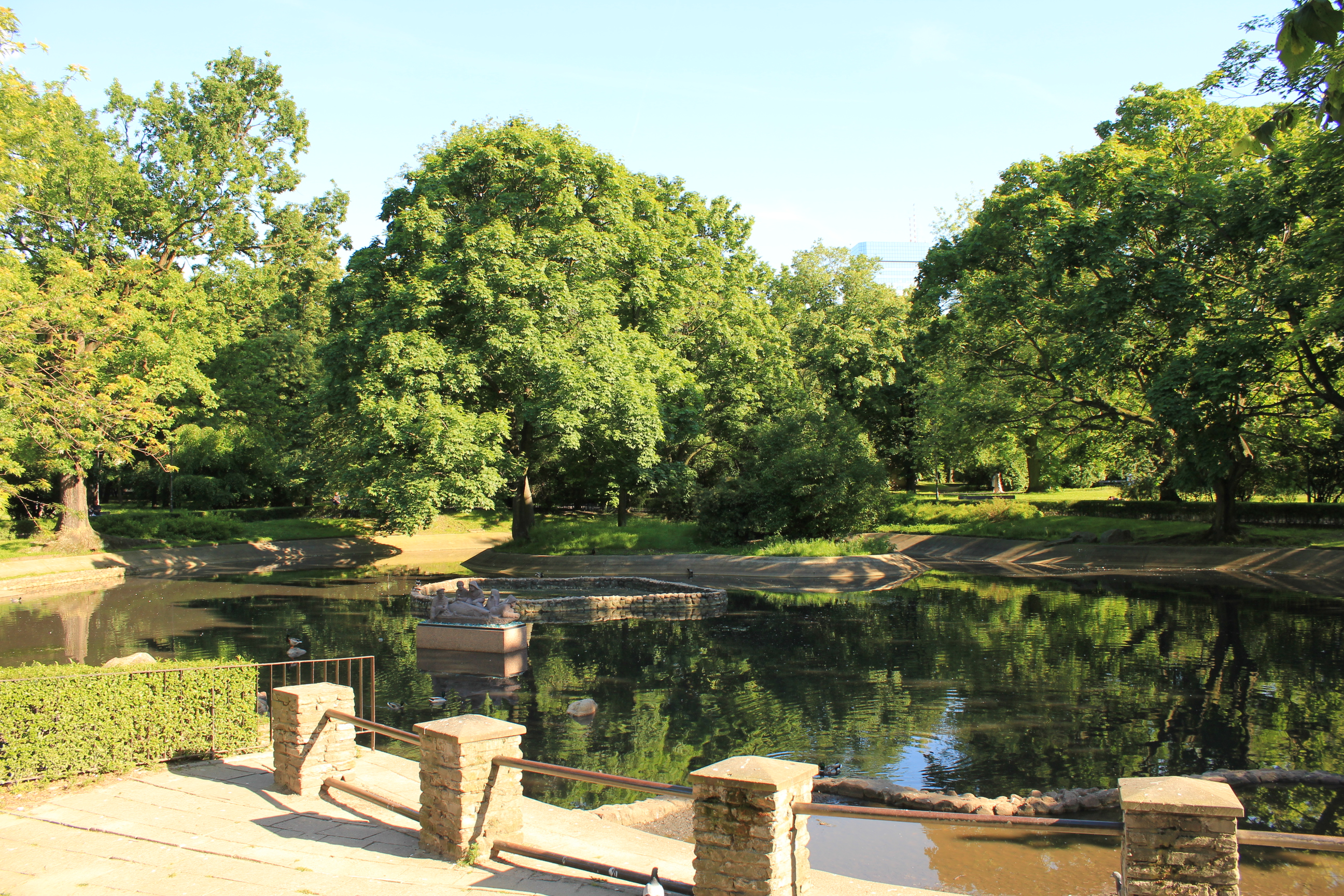
Grădina Palatului Krasiński

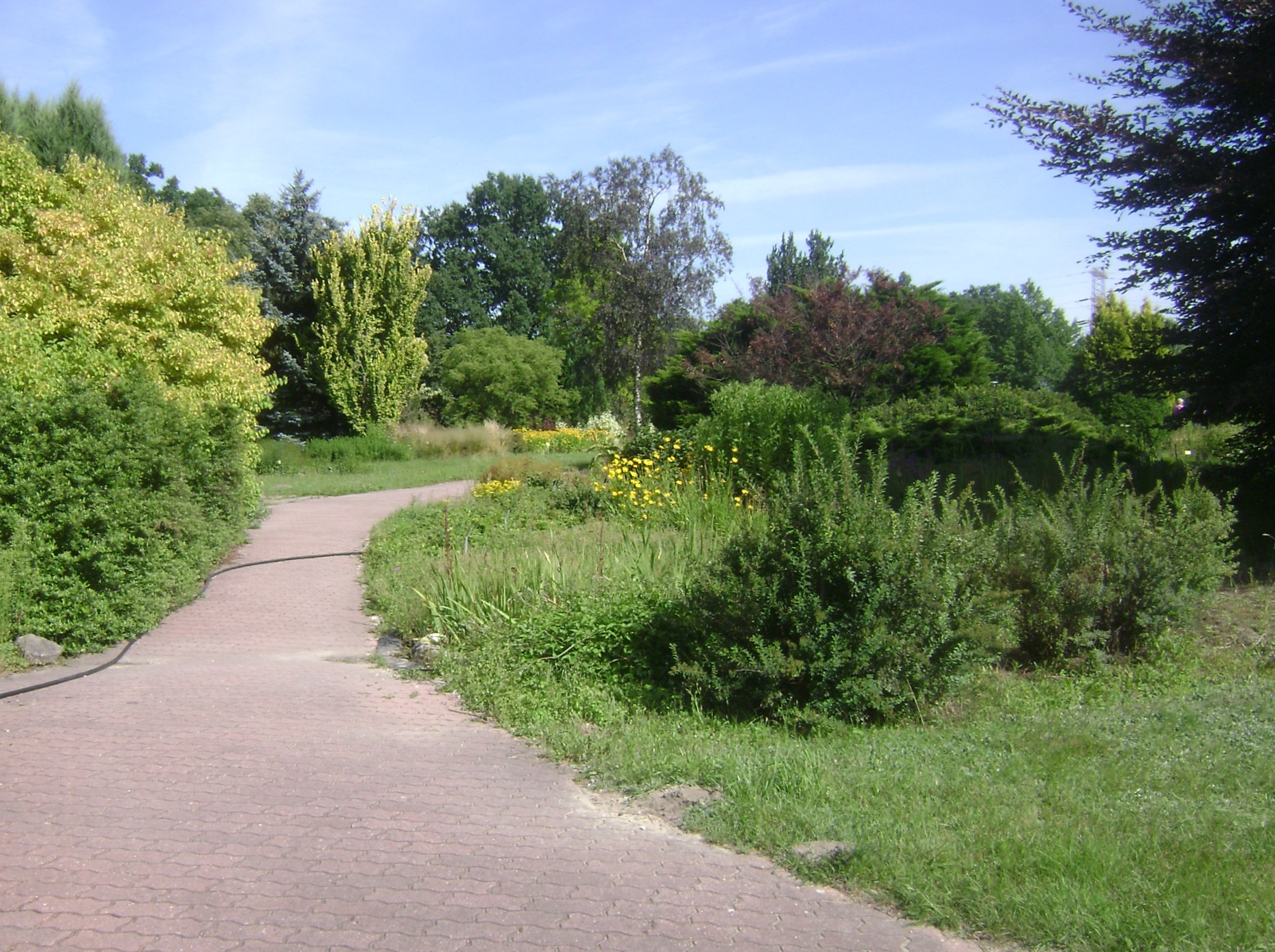
Grădina Botanică din Varșovia

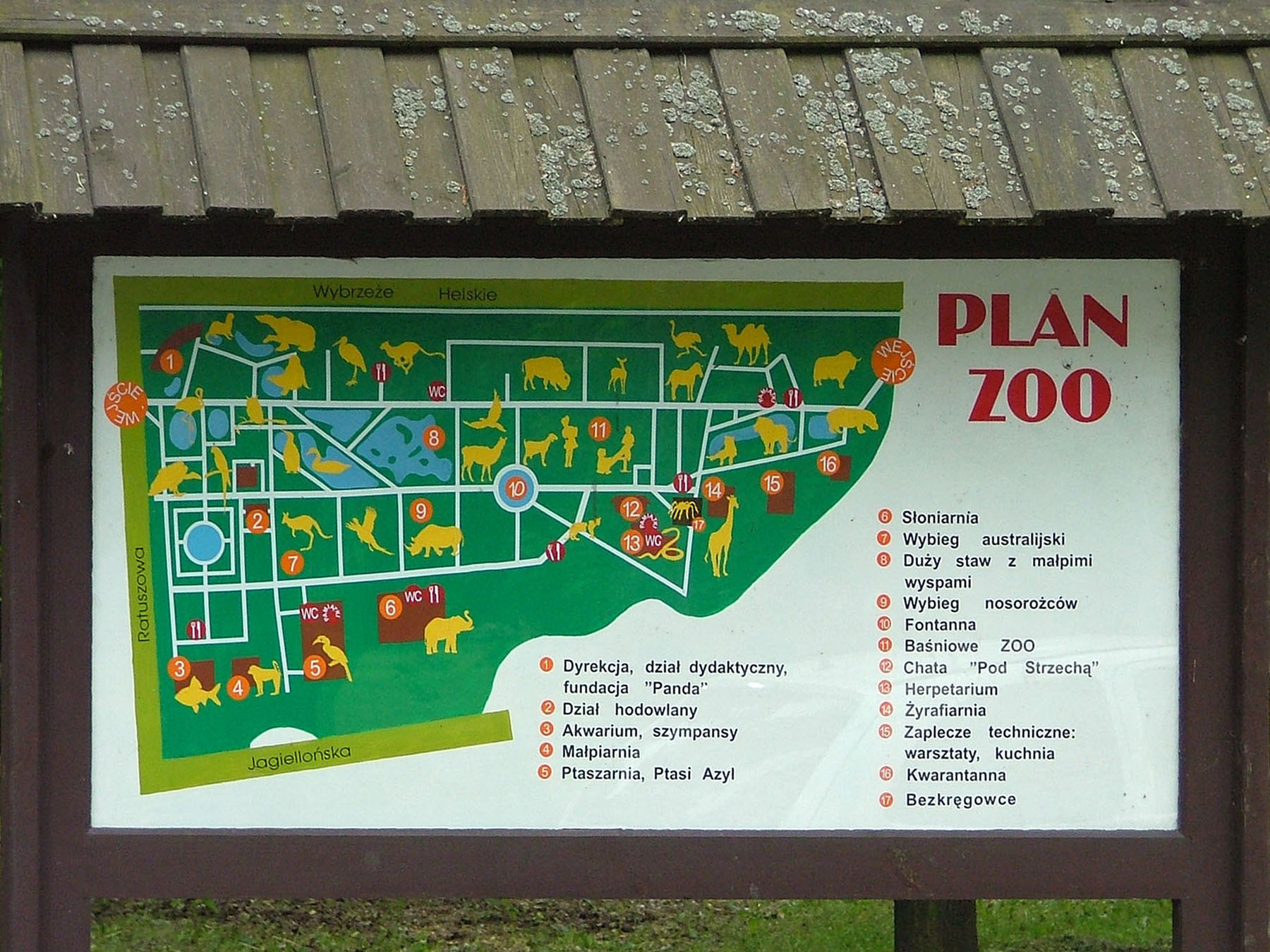
Harta grădinii zoologice din Varșovia

Spațiile verzi acoperă 25% din suprafața orașului, incluzând aici și structurile de vegetație cum ar fi parcurile din cartiere, spațiile verzi de-a lungul șoselei și din curți, parcuri istorice, arii pentru conservarea naturii și pădurile urbane de la marginea orașului.
Există 82 de parcuri în oraș ce acoperă în total 8% din suprafața totală a orașului. Cele mai vechi parcuri aparțineau palatelor reprezentative, de exemplu: Grădina Saxonă, Grădina Palatului Krasiński, Parcul Regal Baths, parcul Palatului Wilanów și parcul Palatului Królikarnia.
Grădina Saxonă se întinde pe o suprafață de 15.5 ha (hectare), înainte a fost o grădină regală. În ea există peste 100 de specii diferite de copaci iar aleile sunt un spațiu de odihnă și relaxare. În partea de est a orașului se află Mormântul Soldatului Necunoscut.
În secolul XIX grădina Palatului Krasiński a for reamenajată de către Franciszek Szanior. În zona centrală a parcului se află foarte multe specii de copaci bătrâni. Tot în această zonă de află și monumentul Revolta Ghetoului Varșoviei.
Parcul Regal Baths se întinde pe o suprafață de 76 ha. Caracterul unic și istoric al parcului este reflectat de peisajul arhitectural (pavilioane, sculpturi, poduri, cascade, iazuri) și vegetal (specii domestice și străine de copaci și tufișuri). Acest parc diferă, în comparație cu alte spații verzi din Varșovia, prin faptul că există păuni și fazani ce pot fi văzuți în libertate și crapi regali în iazuri. Parcul din jurul Palatului Królikarnia se află pe vechiul abrupt al Vistulei.
Alte spații verzi din oraș includ Grădina Botanică și grădina Bibliotecii Universității. În cele două există specii de plante rare. Pe lângă acestea, la marginea orașului se regăsesc: Pole Mokotowskie (un parc mare în nordul Mokotów unde exista prima pistă de curse de cai ulterior fiind construit aeroportul); Parcul Ujazdowski  pe malul drept al Vistulei.
Flora orașului poate fi considerată ca fiind foarte diversificată la nivelul speciilor. Prin padure sunt trei trasee pentru pietoni și bicicliști.
Există 13 rezerve naturale în Varșovia, Pădurea Bielany, Pădurea Kabaty, Lacul Czerniaków. La 15 km de Varșovia mediul râului Vistula se schimbă, acesta având caracteristicile unui ecosistem prezervat cu un habitat pentru animale precum: vidre, castori și sute de specii de păsări. Există de asemenea câteva lacuri (belciug) în Varșovia rezultate în urma meandrelor, spre exemplu: Lacul Czerniaków; Lacurile din parcurile Łazienki sau Wilanów, lacul Kamionek. Există de asemena și foarte multe lacuri mici în parcuri, dar numai o parte din ele sunt permanente – cele mai multe dintre ele sunt seacate înainte de iarnă pentru a fi curățate de plante și sedimente.
Grădina zoologică din Varșovia acoperă o arie de 40 de hectare, deține aproape 5 000 de animale din 500 de specii diferite. Deși este oficial creată în 1928, ea exista încă din secolul al XVII-lea.

## Demografie

Comparație între granițile Varșoviei de astăzi și cele din 1939

Istoric, Varșovia a fost destinația imigrărilor din afara țării dar și în interiorul acesteia, în special din Europa de Est și Centrală. De aproape 300 de ani Varșovia este numită: „Parisul Nordului” sau „Al doilea Paris”. A fost întotdeauna centrul culturii Europene. Din punct de vedere demografic este cel mai diversificat oraș al Poloniei, cu un număr semnificativ de locuitori născuți în străinătate. Pe lângă majoritatea poloneză există și o minoritate evreiască în Varșovia.
Potrivit recensământului realizat de Rusia în 1897, din populația totală a orașului de 638.000 de oameni, 219.000 erau evrei (aproape 34%). Populația evreiască a Varșoviei înainte de Război se ridica la un număr de 350.000, constituind 30% din populația totală. În 1933 din 1.178.914 de locuitori, 835.500 aveau limba poloneză ca limbă maternă. Al doilea Război Mondial a schimbat această situație, în zilele noastre există o diversitate etnică mult mai mică decât era în urmă cu 300 de ani, în istoria orașului. O mare parte din creșterea populației se bazează pe migrarea internă și urbanizare.
În 1939, aproximativ 1.300.000 de oameni locuiau în Varșovia, dar în 1945 existau doar 420.000. După primii ani de după război creșterea populației era de circa 6% pe an, orașul suferind de pe urma lipsei de populație (case nelocuite). Prima măsură de remediere a fost de a mări suprafața orașului în 1951. Cu toate acestea, autoritățile locale au fost în continuare forțate să introducă anumite limite înregistrărilor rezidențiale: numai soțiile și copii rezidenților permanenți erau lăsați să se înregistreze cu acte în Varșovia.

## Guvernarea municipală

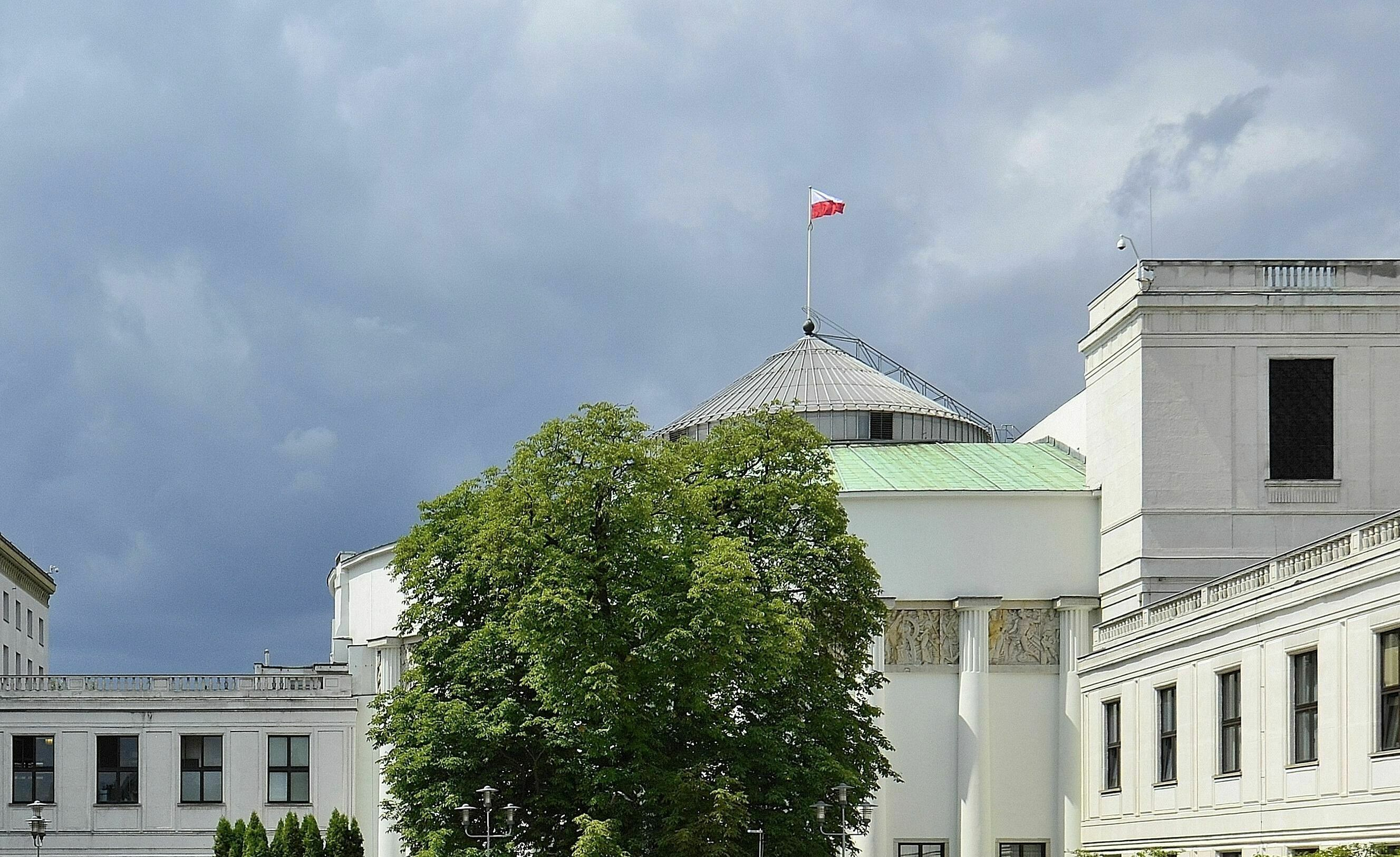
Clădirea Sejmu-lui

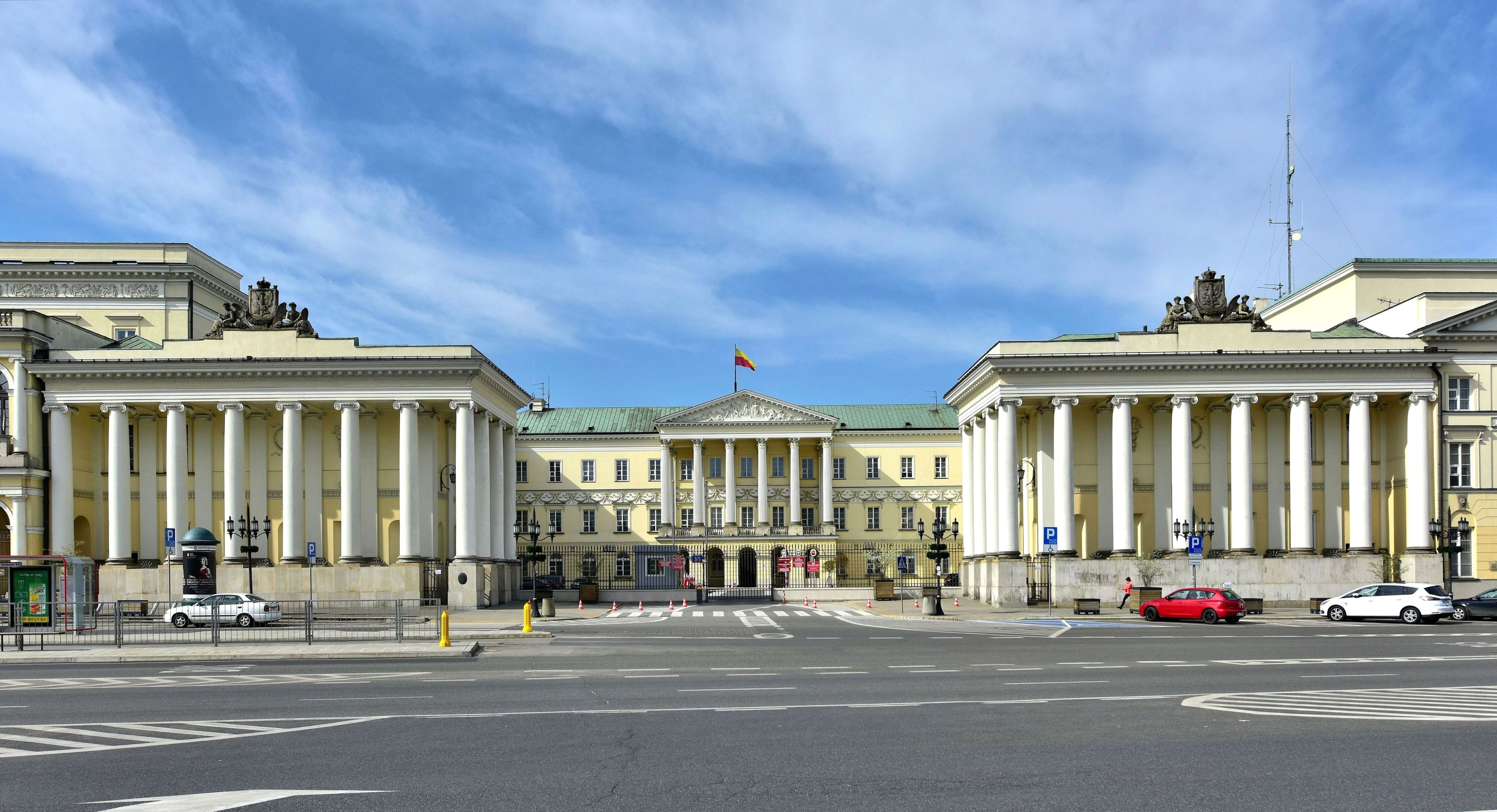
Primăria orașului

Guvernarea municipală a existat în Varșovia până la începutul celui de al Doilea Război Mondial și a fost restaurată din 1990 (în timpul comunismului funcționând Consiliul Național al orașului: Miejska Rada Narodowa). Din 1990, sistemul administrativ al orașului s-a modificat de mai multe ori datorită restaurării anumitor sectoare (powiat, în limba poloneză). În final, potrivit Actului de la Varșovia, orașul este divizat în 18 sectoare ce formează un oraș powiat cu un guvern municipal.
Unitatea de bază pentru diviziunea teritorială a Poloniei este o comună (gmina în limba poloneză). Un oraș este de asemenea și o comună dar având caracteristicile unui oraș. Atât orașele cât și comunele sunt conduse de către un primar, în limba poloneză există o distincție primarul unui oraș numindu-se: burmistrz, iar cel al unei comune: wójt . Orașele mai mari obțin anumite îndreptățiri, precum sarcini și privilegii ce se află în posesia următoarei diviziuni teritoriale, și anume județului (powiats în limba poloneză). Un exemplu de astfel de îndreptățiri pentru județe constă de înmatricularea unei mașini, o comună (gmina) nu poate să înmatriculeze o mașină. În Varșovia, sectoarele au câteva îndreptățiri specifice județelor (powiat) cum ar fi exemplul deja menționat cu privire la înmatricularea mașinilor. De exemplu sectorul Wola și Ursynów dețin o evidență proprie, numele numerelor de înmatriculare fiind diferite. Dar sectorul Kraków spre exemplu nu are această îndreptățire.
Puterea legislativă în Varșovia este legitimă într-un Consiliu unicameral al orașului Varșovia, alcătuit din 60 de membrii. Membrii consiliului sunt aleși direct la fiecare patru ani. Precum toate aparatele legislative, Consiliul Orașului se divide la rândul său în comitete ce au ca sarcină vizarea mai multor sarcini ale guvernării orașului. Propunerile ce trec de simpla majoritate sunt trimise președintelui ce poate să le transforme în legi. Dacă primarul își exprima dreptul de veto cu privire la o propunere, Consiliul are la dispoziție 30 de zile de a trece peste decizia președintelui votând o majoritate de 2/3 în favoarea legii.
Fiecare din cele 18 sectoare separate ale orașului are propriul consiliu (numit în limba poloneză: Rada dzielnicy). Obligațiile lor orientate spre a îl ajuta pe Președinte și Consiliul Orașului, cum de asemenea și de a superviza mai multe companii municipale, proprietățile deținute de oraș și școli. Șeful fiecărui Consiliu al Sectorului poartă numele de primar (Burmistrz în poloneză) și este ales de consiliul local dintre candidații propuși de președintele Varșoviei.
După cum se poate observa primarii generali sunt numiți președinți în Polonia, doar primarii unor orașe foarte mari. Primul președinte al Varșoviei a fost Jan Andrzej Menich (1695–1696). Între anii 1975 și 1990 președintele Varșoviei era în același timp și voievod. Din 1990 președintele Varșoviei a fost ales de către Consiliul Orașului. Între anii 1994 și 1999 primarul sectorului Centrum era automat și președintele Varșoviei: primarul sectorului Centrum era ales de către consiliul sectorului Centrum, consiliu ce era ales de către cetățenii sectorului Centrum. Din 2002 președintele Varșoviei este ales de către toți cetățenii Varșoviei.
Președintele actual al Varșoviei este Hanna Gronkiewicz-Waltz (din 2006), președintele Băncii Naționale Poloneze. Primul președinte ales potrivit acestor reguli a fost Lech Kaczyński. Când a fost ales președinte al Republicii Poloneze în decembrie 2005, nu a existat o altă alegere în Varșovia, el a fost președinte al Varșoviei cât și al Poloniei în același timp.

## Politică
Capitala Poloniei, Varșovia, este centrul politic al țării. Toate gențiile statului se află în Varșovia, inclusiv parlamentul Poloniei, Biroul Prezidențial și Curtea Supremă. Adunarea (traducere a termenului: Sejm) este organul subiacent parlamentului Poloniei. Adunarea aeste alăcuită din 460 de deputați (Poseł în limba poloneză) ce sunt aleși prin vot universal de către un vorbitor numit de șeful Adunării (Marszałek Sejmu).

## Transport

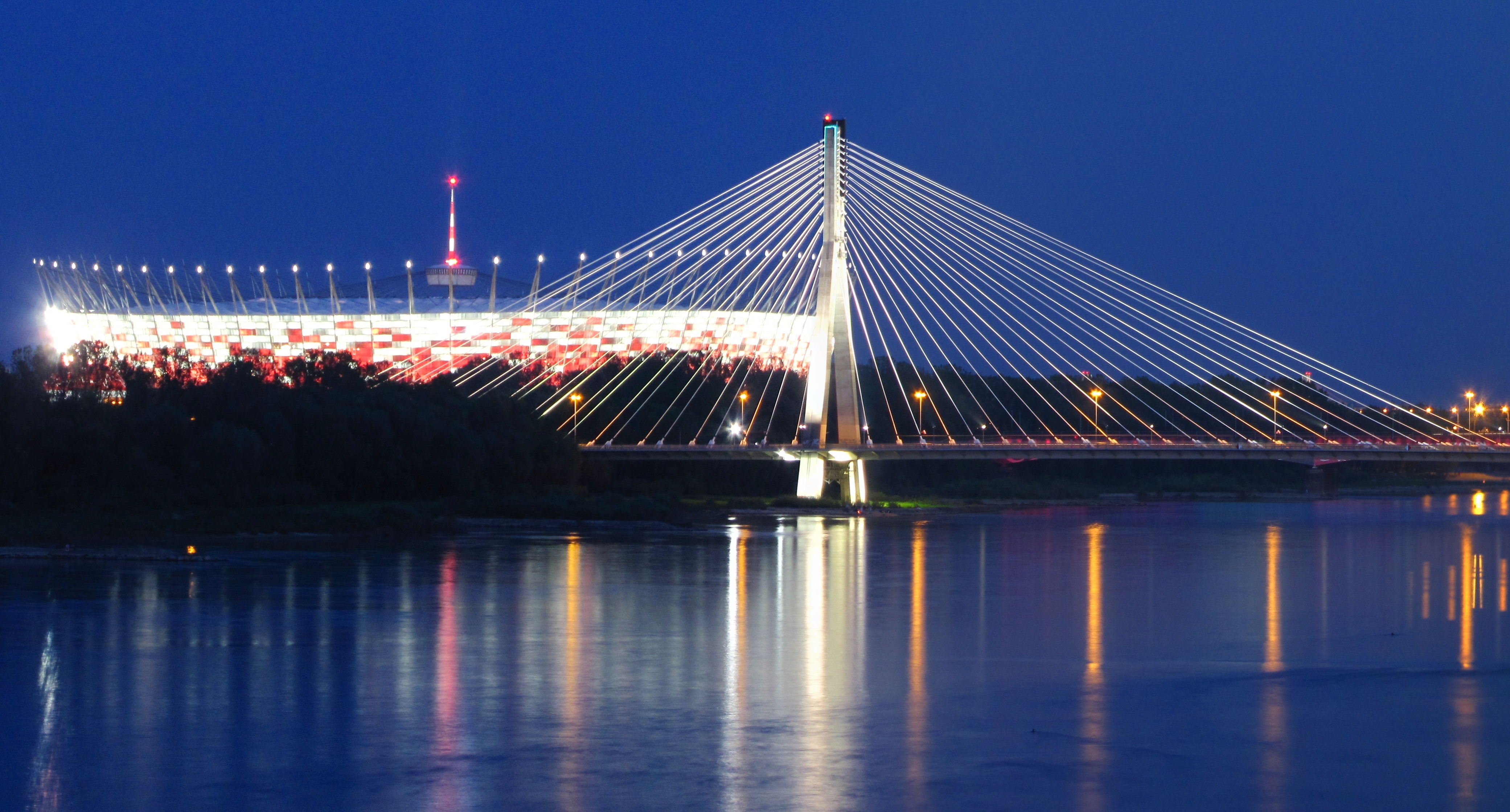
Vedere noaptea a Podului Świętokrzyski și a Stadionul Național de pe malul stâng al Vistulei

Varșovia a cunoscut schimbări majore la nivelul infrastructurii în ultimii ani datorită investițiilor străine și creșterii economice. Orașul are o infrastructură mai bună cu drumuri noi și poduri.
Varșovia nu are un sistem rutier foarte eficient deoarece cea mai mare parte din trafic circulă direct prin centrul orașului. Centura orașului Varșovia va fi construită prin intermediul a trei drumuri directe: S2, S8 și S17. În prezent o parte din S2 și S8 sunt în construcție. Totuși, mulțumită autostrăzii A2 ce se întinde la vest de Varșovia inaugurată în iunie 2012, orașul are acum o legătură directă cu Łódź, Poznań și Berlin. Orașul are două aeroporturi internaționale: Aeroportul Chopin Varșovia, localizat la 10 km de centrul orașului și Aeroportul Moldin-Varșovia aflat la 35 de km de Varșovia spre nord. Cu aproape 100 de zboruri naționale și internaționale pe zi și cu peste 9.268.551 de pasageri până în 2007, Aeroportul Chopin din Varșovia este de departe cel mai mare din Polonia.

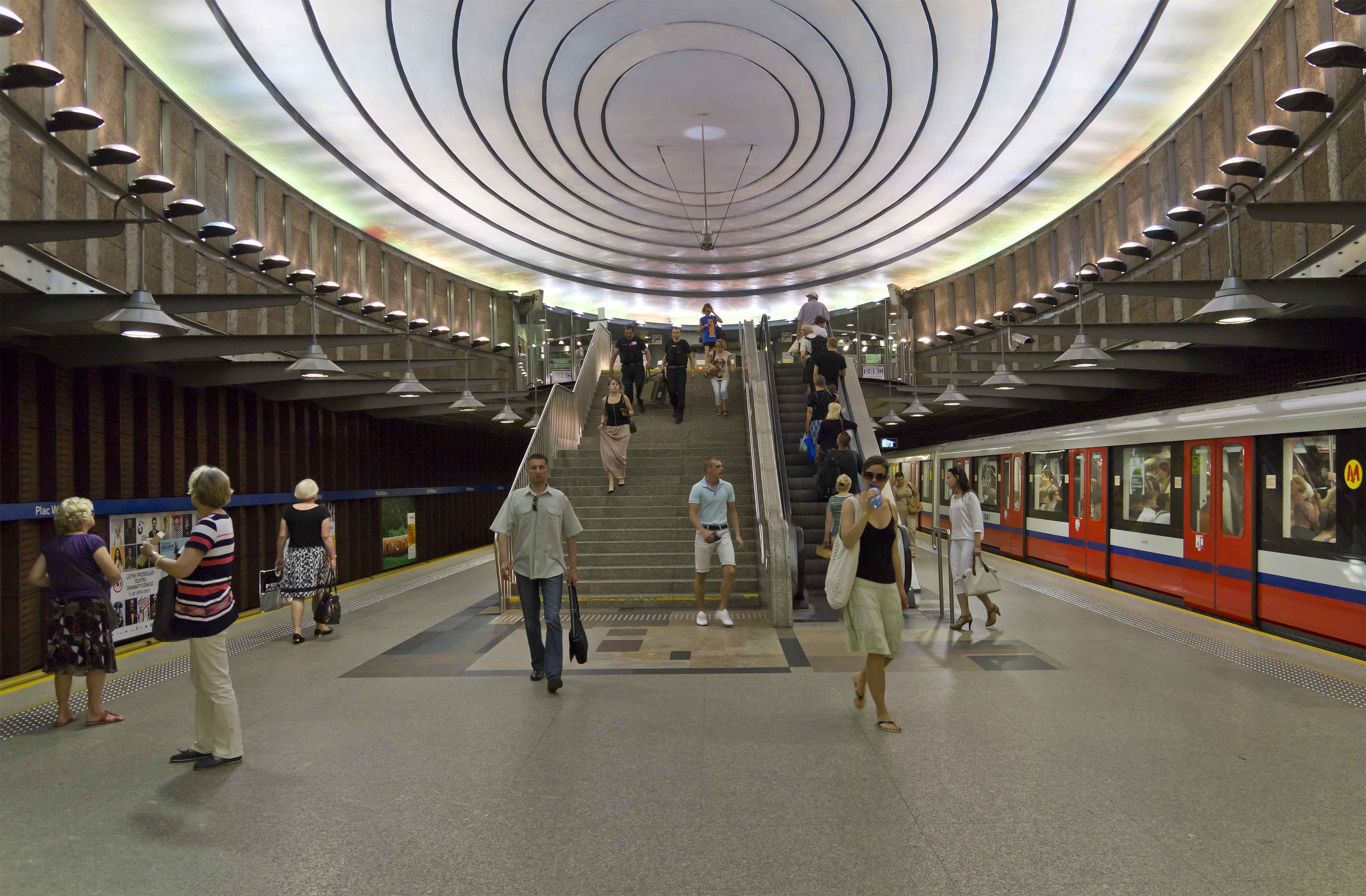
Plac Wilsona stație metrou

Transportul public în Varșovia este alcătuit din autobuze, tramvaie, metrou, calea fereată pe linia Warszawska Kolej Dojazdowa, calea ferată urbană pe linia Szybka Kolej Miejska, trenul regional Koleje Mazowieckie, și traseele pentru biciclete Veturilo și Bemowo Bike. Autobuzele, tramvaiele, căile ferate urbane și metroul aparțin Zarząd Transportu Miejskiego (Autoritatea de transport a Varșoviei).
Prima linie a metroului din Varșovia a fost deschisă în 1995, având în total 11 stații. În acest moment are 21 de stații pe o distanță de aproape 23 km. Inițial toate trenurile erau rusești. În 1998, 108 vagoane au fost comandate de la firma Alstom. A doua linie de la est la vest va parcurge aproape 31 de km. Secțiunea centrală se află acum în construcție în Warszawa Centralna servind traficului domestic aproape fiecărui oraș mai mare din Polonia dar și legăturilor internaționale. Există de asemenea 5 alte linii de căi ferate mari și un număr mic de stații suburbane.

## Infrastructură

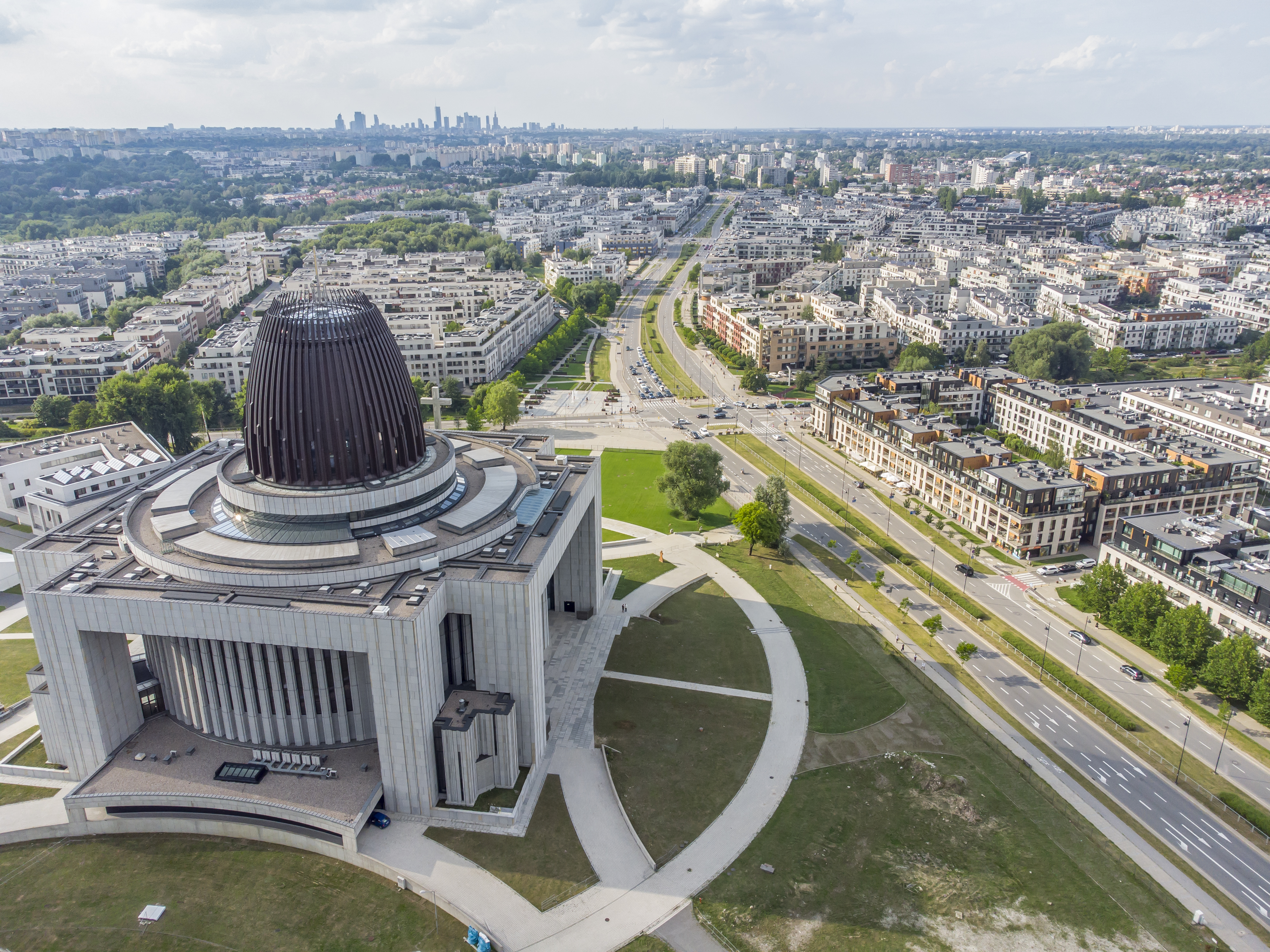
Imagine Templul Național al Providenței Divine (în construcție).

Precum toate orașele din Europa Centrală și de Est, infrastructura Varșoviei a suferit foarte mult în perioada comunistă. Oricum, în ultimele câteva decenii s-au realizat o serie de îmbunătățiri datorită creșterii economice, creștere datorată investițiilor străine din fondurile Uniunii Europene. S-a dezvoltat în special sistemul subteran de transport dar și drumuri respectiv sistemul de sănătate.
Astăzi Varșovia are unul dintre cel mai bun centrul medical din Polonia și Europa Centrală. Orașul găzduiește CMHI (Children's Memorial Health Institute), cel mai bun spital din toată Polonia dar și un centru de cercetare și de educație. În timp ce Institutul de Oncologie Maria Skłodowska-Curie este unul dintre cele mai moderne institute de oncologie din Europa. Secția clinică se află într-o clădire cu 10 etaje cu 700 de paturi, 10 săli de operații, o unitate de terapie intensivă, câteva departamente de diagnosticare cât și o clinică de externări. Infrastructura s-a dezvoltat foarte mult în ultimi ani.

## Religie
Încă de la existența sa Varșovia a fost un oraș multicultural. Potrivit recensământului din 1901, 711.988 de locuitori 56.2% erau catolici, 35.7% evrei, 5% creștini ortodocși greci și 2.8% protestanți. Opt ani mai târziu, în 1909 existau 281.754 de evrei (36.9%), 18.189 de protestanți (2.4%) și 2.818 mariavites (0.4%). Această situație a dus la construirea a sute de locuri religioase în toate părțile orașului. Multe dintre ele au fost distruse după Revolta Varșoviei din 1944. După război autoritățile comuniste poloneze descuraja construirea bisericilor iar o mică parte dintre bisericile distruse a fost reabilitată.

## Activități de recreere

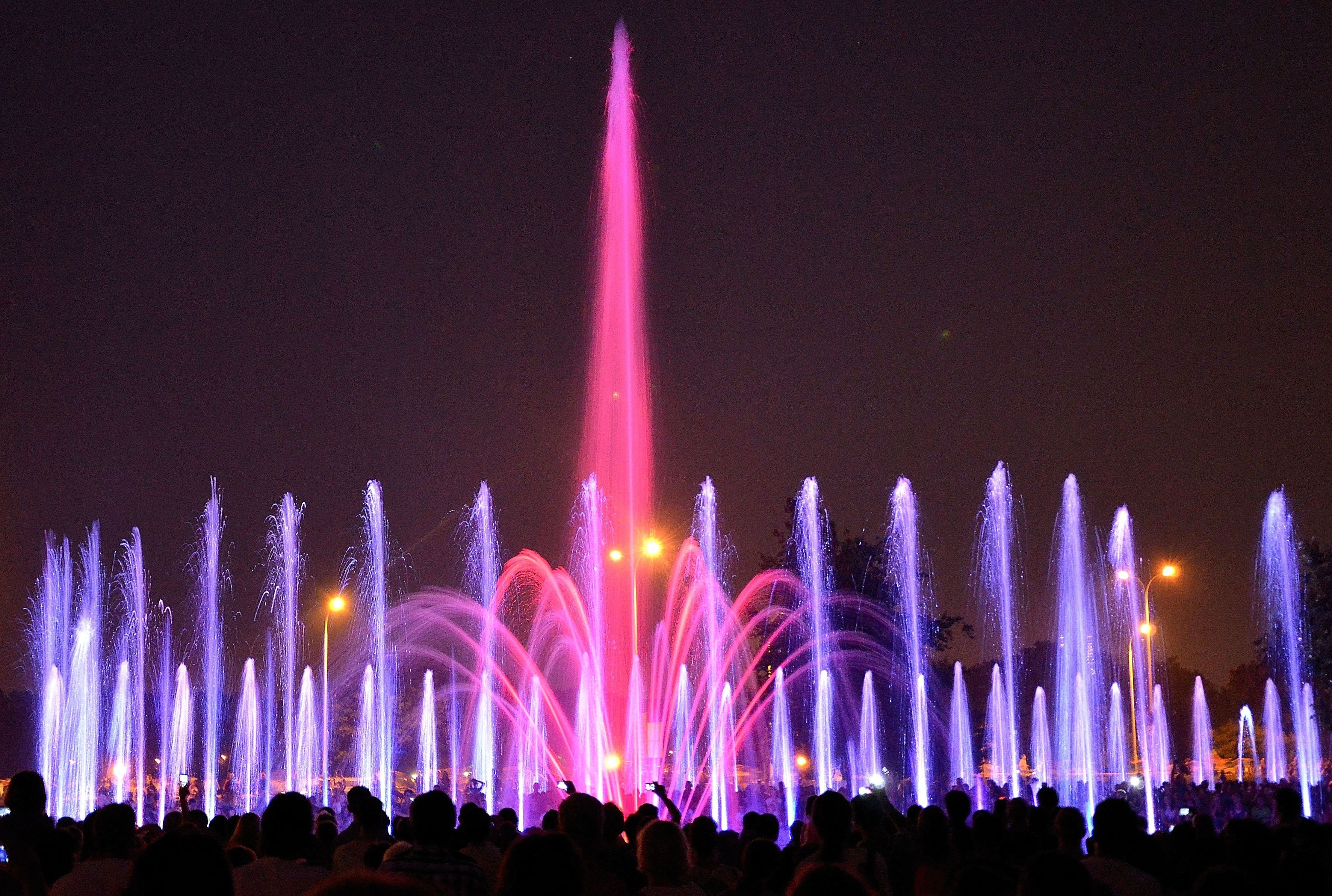
Fântâna multimedia deschisă în 2011

### Evenimente
O serie de evenimente comemorative au loc în fiecare an. Mulțimi alcătuite din mii de oameni se adună pe malul Vistulei vara la miezul nopții pentru a participa la festivalul Wianki, ce a devenit o tradiție și un eveniment anual în programul cultural al evenimentelor în Varșovia. Festivalul își trage originile dintr-un ritual pașnic păgân în care fetele necăsătorite lasă coroane de flori în apă pentru a prevesti când se vor mărita și cu cine. Din secolul XIX această tradiție a devenit un eveniment festiv ce continuă și astăzi. Consiliul orașului organizează concerte și alte evenimente. Fiecare eveniment de vară, pe lângă coroanele de flori ce sunt aruncate în apă, săriturile pe deasupra focului, căutarea florilor ferigă, au loc și concerte muzicale, discursuri ale demnitarilor și artificii.
Festivalul de Film din Varșovia este un festival anual ce are loc în octombrie. Filmele sunt rulate în limba originală cu subtitrări în limba poloneză. Cinemaurile ce participă la acest eveniment sunt: Kinoteka (Palatul de Știință și Cultură); Multikino la Golden Terraces și Kultura. Peste 100 de filme sunt proiectate în timpul festivalului și sunt înmânate premii celor mai bune și populare filme.

### Sport

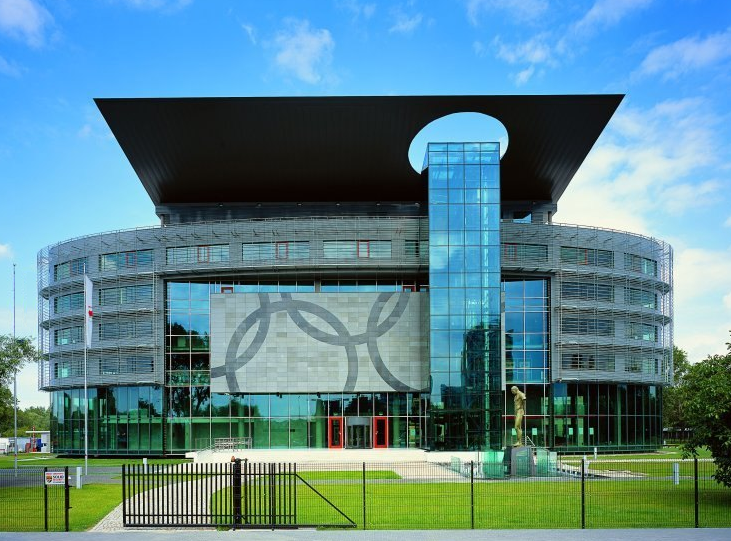
Centrul Olimpic din Varșovia

În data de 9 aprilie 2008, președintele Varșoviei, Hanna Gronkiewicz-Waltz, a obținut de la primarul orașului Stuttgart, Wolfgang Schuster ca premiu, o plăcuță comemorativă pentru Varșovia, Capitală Europeană a Sportului pe anul 2008.
Stadionul Național de Fotbal are o capacitate de 58.500 de locuri. Stadionul Național a găzduit două grupe, optimi și semifinala în timpul campionatului UEFA Euro 2012, găzduit de Ucraina și Polonia.
Există mai multe centre sportive în oraș. Multe facilități constă în bazine de înot și hale sportive, foarte multe construite de municipalitate în ultimii ani. Principala sală acoperită, folosită pentru multe tipuri de jocuri pentru interior este Hala Torwar. Există și un patinoar în aer liber Stegny și un hipodrom Służewiec.
Cel mai bun centru de înot este Parcul Wodny Warszawianka, aflat la 4 km sud de strada Merliniego unde se află o piscină olimpică cu zone diferite.
Dintre echipele de fotbal ale Varșoviei cea mai faimoasă este Legia Varșovia, clubul sportiv al armatei ce joacă pe stadionul Armata Poloneză, la sud de strada Łazienkowska. Clubul a fost fondat în anul 1916, au câștigat campionatul de 8 ori (cel mai recent în 2006) și Cupa Poloniei de 14 ori. În sezonul de Liga Campionilor din 1995/1996 au ajuns până în optimi unde au pierdut împotriva atenienilor de la Panathinaikos.
Rivalii locali, Varșovia Polonia, au un număr de suporteri semnificativ mai mic dar au reușit totuși să câștige Campionatul Ekstraklasa în 2000. Au câștigat și Campionatul în 1946 și cupa de 2 ori.

## Cultură

### Teatrul în trecut

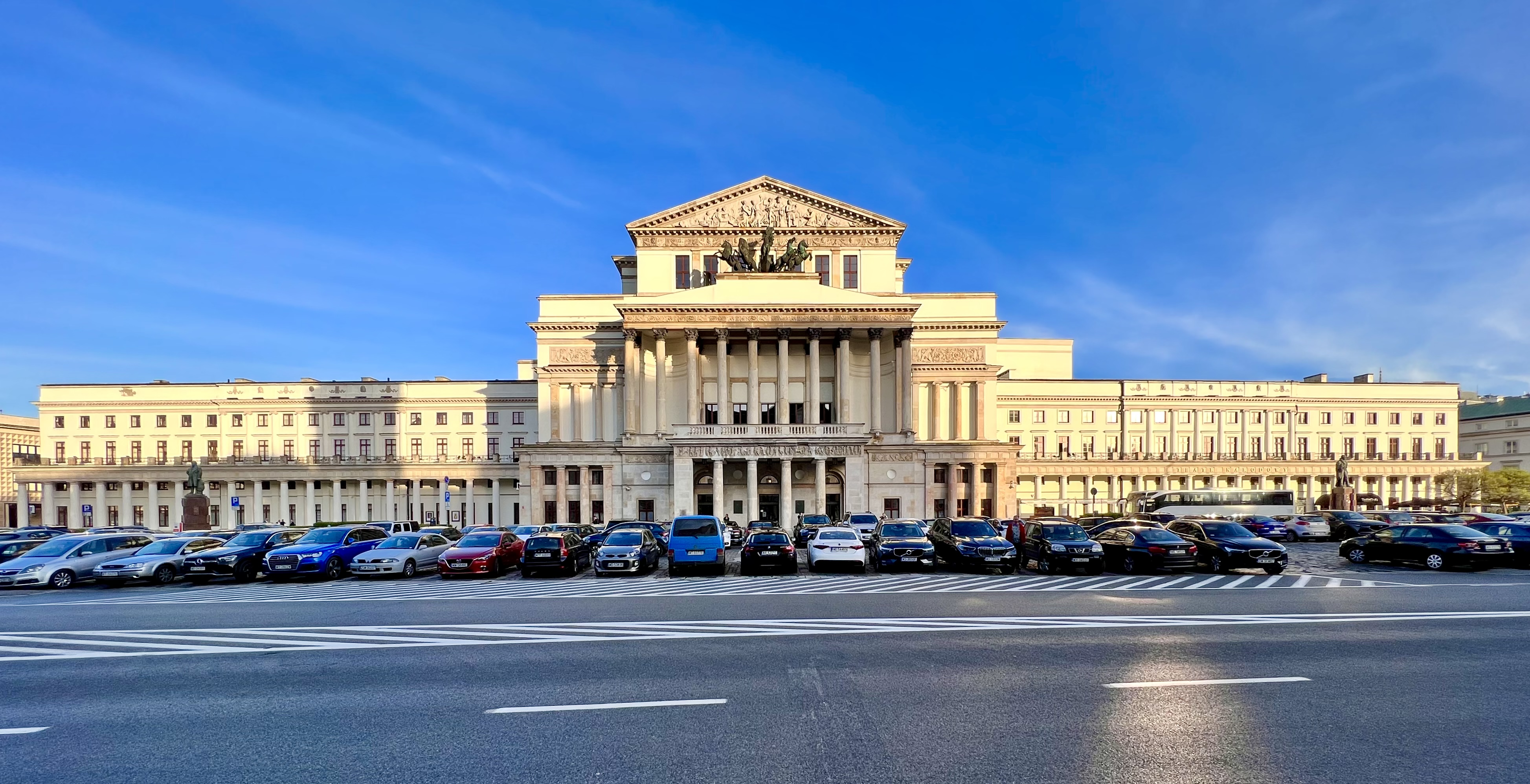
Marele Teatru, gazda Teatrului și Operei Naționale din Polonia

Din 1833 până la izbucnirea celui de al Doilea Război Mondial, Piața Teatrului (în poloneză: Plac Teatralny ) a fost centrul cultural al țării și casa multor teatre.
Clădirea principală a găzduit Marele Teatru din 1833 până în 1834, Teatrul Rozmaitości din 1836 până în 1924 și Teatrul Nowy, 1928-1939, ce a găzduit producții contemporane de dramă poetică, inclusiv cele regizate de Leon Schiller.
În apropiere, Grădina Saxonă (Ogród Saski în poloneză), Teatrul de Vară a funcționat între anii 1870-1939, și în perioada interbelică, complexul teatral includea și primul cabaret al Varșoviei, Momus, și teatrul muzical melodramatic al lui Schiller. Teatrul Wojciech Bogusławsk (1922-1926) a fost cel mai bun exemplu de teatru polonez monumental. De la mijlocul anilor 1930, clădirea Marelui Teatru a găzduit Institutul Upati de Arte teatrale, prima academie de arte teatrale, cu un departament de actorie și unul de regie.
Plac Teatralny și împrejurimile au fost destinația multor parade, fetivități, carnavale, baluri și concerte.

### Teatru
Varșovia găzduiește peste 30 de teatre, inclusiv Teatrul Național (fondat în 1765) și Teatrul Mare (fondat în 1778).
Varșovia reprezintă o atracție pentru foarte mulți regizori tineri și actori ce contribuie la cultura teatrală a orașului. Munca lor poate fi văzută, în mare parte, în teatre mai mici cum ar fi: Casa de Cultură (Domy Kultury în poloneză). Varșovia găzduiește Întâlnirile Internaționale de Teatru.

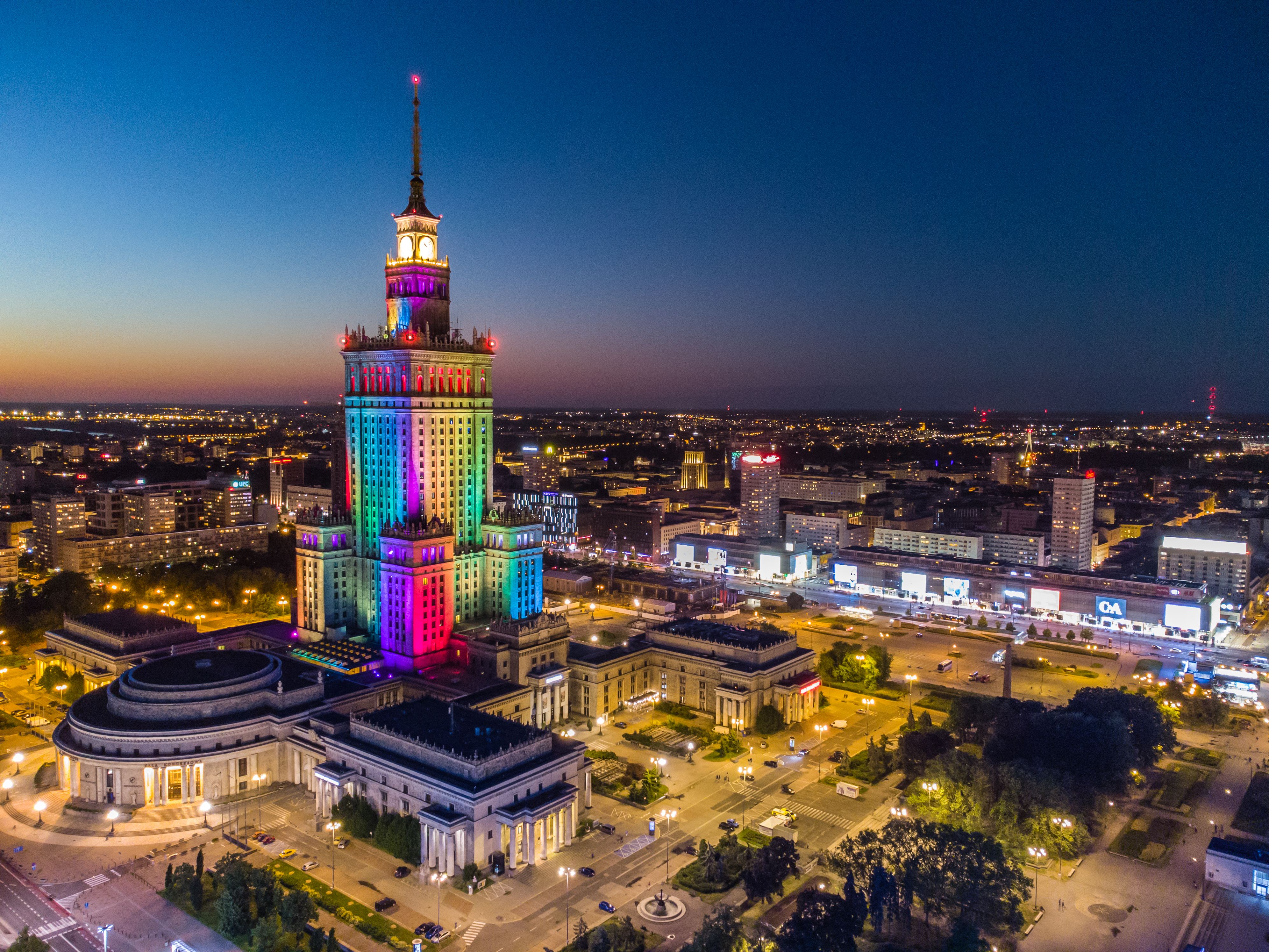
Palatul de Cultură și Știință.

### Muzică
Mulțumită numeroaselor locuri muzicale, inclusiv Teatre Wielki, Opera Națională Poloneză, Sala Operei, Sala Filarmonică Național și Teatrul Național precum și teatrele muzicale Roma și Buffo și Sala Congresului a Palatului de Cultură și Știință, Varșovia a găzduit foarte multe evenimente și festivaluri. Printre evenimente o atenție deosebită trebuie acordată: Competiției Internaționale de Pian Frédéric Chopin, Festivalul Internațional de Muzică Contemporană Toamna Varșoviei, Jamboree de Jazz, Zilele de Vară Jazz ale Varșoviei, Competiția Internațională Vocală Stanisław Moniuszko, Festivalul Mozart, Festivalul de Muzică Veche.

### Muzee și Galerii de Artă
Evenimentele din Varșovia din Timpul războiului au lăsat găuri în colecțiile istorice ale orașului. Deși un număr considerabil de comori au fost salvate în 1939, un număr foarte mare de exponate din palate și muzee din țară au fost aduse în Varșovia când se considera că ar fi mai în siguranță în capitală prin urmare, pierderile au fost foarte mari.
Printre exemplele cele mai notabile ale exponatelor se numără: Muzeul de Postere ce se mândrește cu una dintre cele mai mari colecții de postere din lume, Muzeul de Vânătoare și Călărie și Muzeul de Cale Ferată. Dintre cele 60 de muzee din Varșovia, cel mai prestigios este Muzeul Național cu o colecție de lucrări, unele datând încă din antichitate, colecții de picturi inclusiv câteva picturi private ale lui Adolf Hitler și Muzeul Armatei Poloniei.
Colecțiile palaturilor Łazienki și Wilanów (ambele supraviețuind războiului) și ale Castelului Regal conțin lucrări ale unor pictori faimoși cum ar fi Rembrandt.

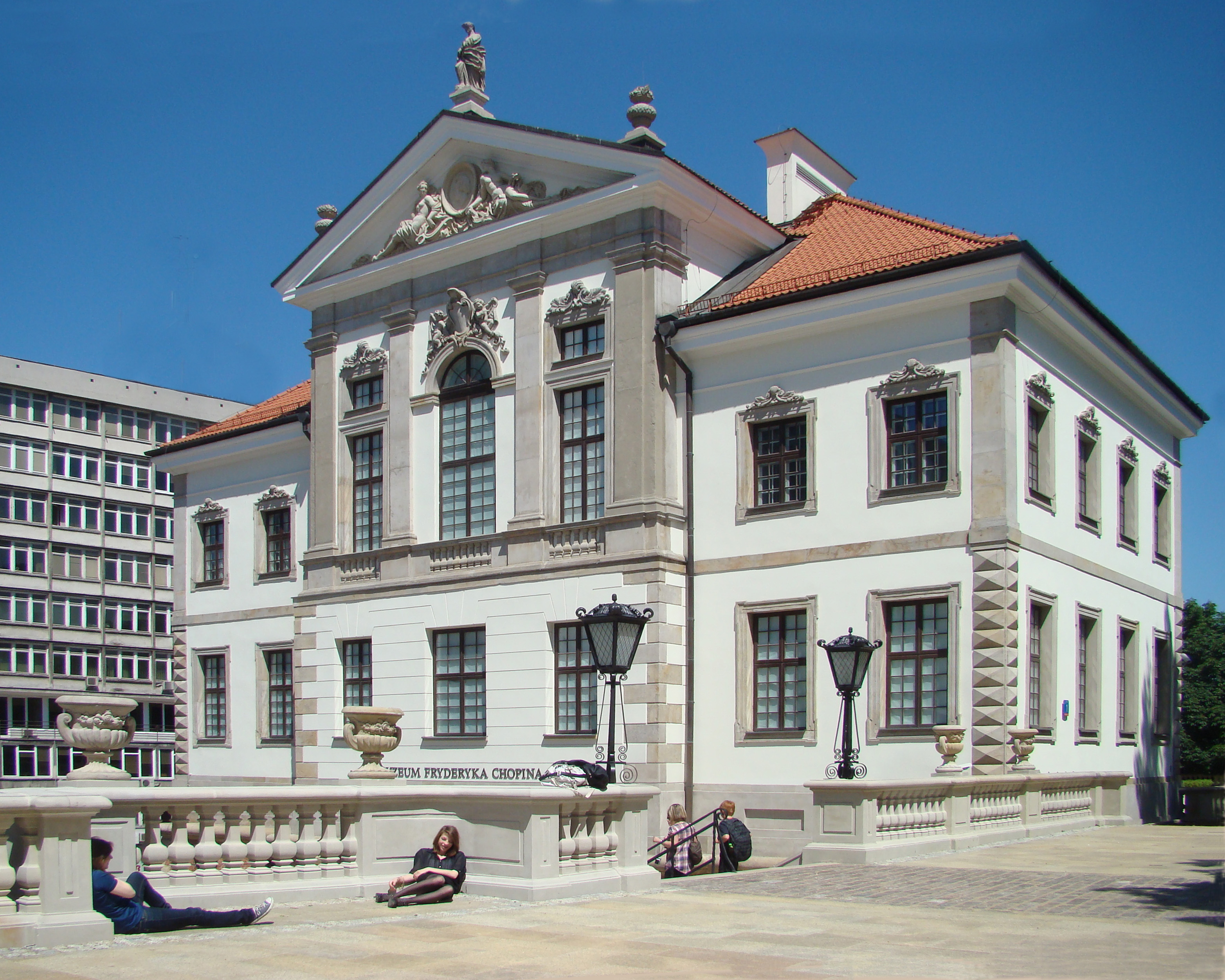
17th century Palatul Ostrogski gazda Muzeul Chopin.

Muzeul Revoltei Varșoviei și Muzeul Katyń pot fi considerate simboluri comemorative ale evenimentele istorice din Polonia. Muzeul de Independență găzduiește accesorii sentimentale și patriotice ce au legătură cu epocile respective. Datând din 1936 Muzeul de Istorie al Varșoviei are 60 de camere ce găzduiesc în permanent o expoziție a istoriei Varșoviei de la origini până în zilele noastre.
Castelul Regal Ujazdów din secolul XVII locul Centrului de Artă Contemporană are expoziții temporare, concerte, spectacole și ateliere de creație. Centrul realizează, în prezent, aproape 500 de proiecte pe an. Galeria Națională de Artă Zachęta, cea mai veche expoziție din Varșovia, cu o tradiție ce datează din secolul XIX organizează expoziții de artă modernă ale artiștilor polonezi și internaționali, promovând arta în foarte multe feluri.
Orașul mai deține și câteva curiozități precum Muzeul de Caricaturi și Muzeul de Motorizare din Otrębusy.

### Media și film

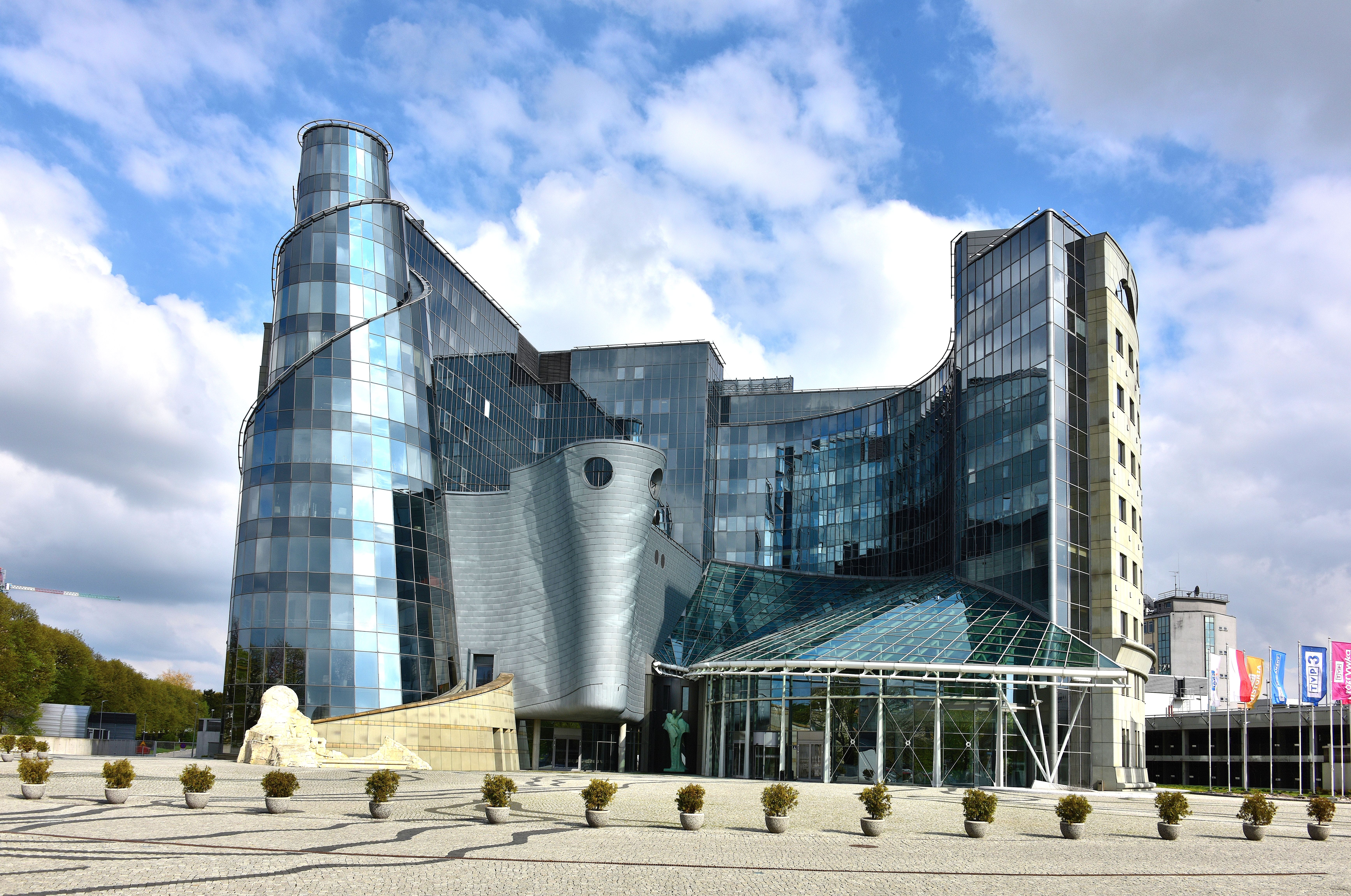
Main TVPsediul central de pe strada Woronicza.

Varșovia este centrul media al Poloniei și locația sediilor centrale TVP și numeroaselor posturi de televiziune locală și națională precum și al posturilor de radio: TVN, Polsat, TV4, TV Puls, Canal+Polonia, Cyfra+ și MTV Polonia.
În mai 1661 a fost publicat, în Varșovia, primul ziar polonez Merkuriusz Polski Ordynaryjny. Orașul este și capitala tipografiilor din Polonia cu o gamă foarte largă de periodice locale și străine pe diferite domenii. Cele mai mari ziare își au sediile centrale în Varșovia: Rzeczpospolita, Gazeta Wyborcza și Dziennik Gazeta Prawna.
Varșovia are și o industrie de televiziune și de film destul de mare. Orașul găzduind câteva companii cinematografice și studiouri. Printre comaniile cinematografice trebuie menționate: TOR, Czołówka, Zebra și Kadr.
De la cel de al Doilea Război Mondial Varșovia a fost unul dintre cele mai importante centre de producție din Polonia. Exemple de filme faimoase ce au fost realizate de cinematografia poloneză împreună cu alte companii sunt: Kanał și  Korczak realizate de Andrzej Wajda, The Decalogue realizat de Krzysztof Kieślowski, și de asemenea câștigătorul premiului Oscar The Pianist de Roman Polański.

## Educație

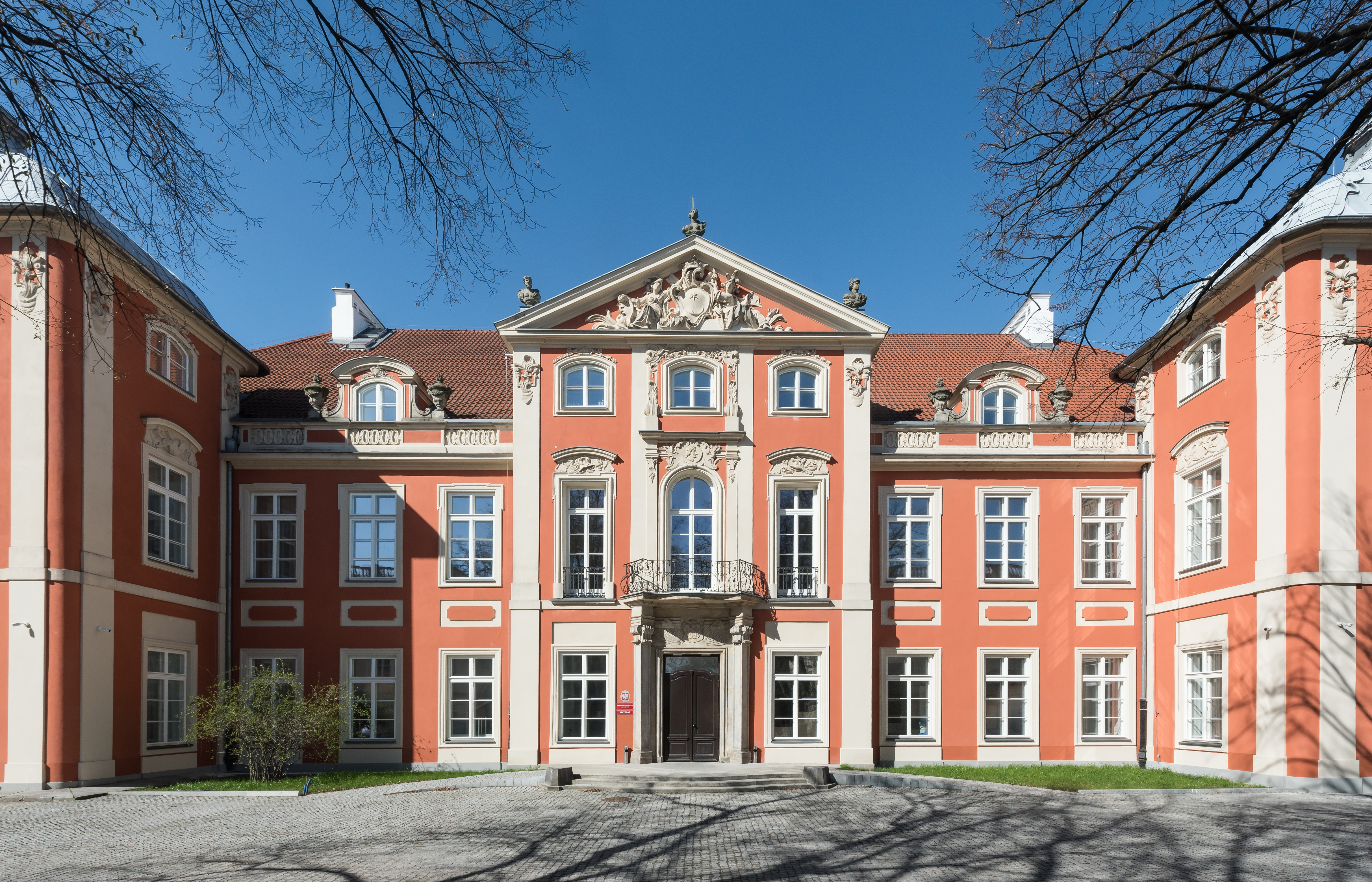
Palatul Czapski construit în stil Rococo găzduiește Academia de Arte Plastice.

În Varșovia se află cele mai bune instituții de învățământ superior din Polonia. Patru universități importante se regăsesc în oraș, împreună cu alte 62 de școli de învățământ superior. Numărul total de studenți, din toate ciclurile de învățământ, este de aproape 500.000 (29.2% din întreaga populație a orașului, conform statisticilor din 2002). Numărul de studenți înscriși la universități este de 280.000. Multe dintre universitățile cu o reputație bună sunt publice, dar recent a crescut și numărul universităților private.
Universitatea din Varșovia a fost fondată în anul 1816. Universitatea de Tehnologie a Varșoviei este a doua școală de tehnologie din țară și una dintre cele mai mari din Europa Centrală, unde sunt angajați 2.000 de profesori. Alte instituții de învățământ superior: Universitatea de Medicină a Varșoviei, cea mai mare școală de medicină din Polonia, Academia de Muzică Fryderyk Chopin, cea mai veche și mai mare școală de muzică din Polonia și una dintre cele mai mari din Europa, Școala de Economie din Varșovia, cea mai veche și renumită universitate de economie din țară, Universitatea de Științe ale Vieții din Varșovia cea mai mare universitate agricolă fondată în 1818.

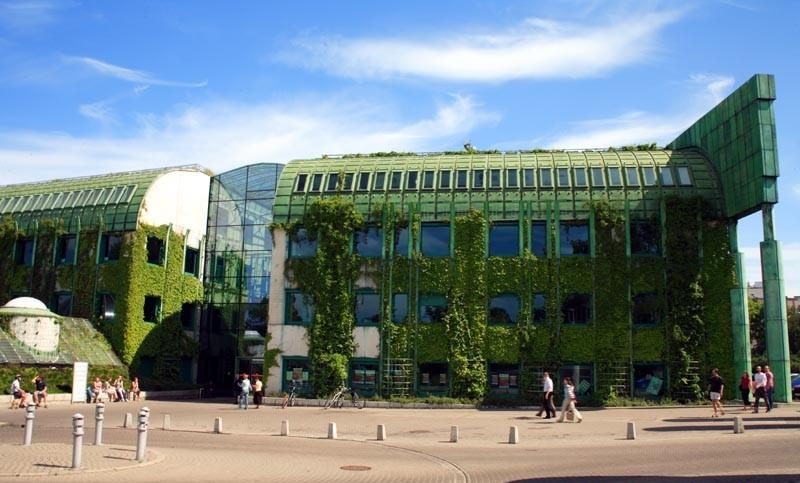
Warsaw University Library

În Varșovia se află foarte multe biblioteci, multe dintre ele dețin colecții importante de documente istorice. Cea mai importantă bibliotecă, având drept criteriu colecția de documente istorice, este Biblioteca Națională a Poloniei. Biblioteca deține 8.2 milioane de volume. A fost fondată în 1928 și este o succesoare a bibliotecii Załuski, cea mai mare din Polonia și printre primele biblioteci mari din lume.
O altă bibliotecă foarte importantă –Biblioteca Universitară- fondată în 1816 deține milioane de cărți și documente. Clădirea a fost proiectată de arhitecții Marek Budzyński și Zbigniew Badowski iar deschiderea ei a fost inaugurată în 1995, 15 decembrie. Grădina Bibliotecii Universității, proiectată de Irena Bajerska, a fost deschisă în 2002, 12 iunie. Este una dintre cele mai mari și frumoase grădini de acoperiș din Europa cu o suprafață de 10.000 m2 și plante ce acoperă 5.111 m2.

## Economie
În 2011 Varșovia era pe locul 46 în clasamentul cel mai scump oraș în care să trăiești. A fost clasificat ca un oraș Alpha (cunoscut și sub numele de „oraș mare al lumii”) de către Globalization and World Cities (GaWC) Grupul de Studiu și Rețea al Universității Loughborough, fiind la egalitate cu Amsterdam sau Roma. Orașul este de asemenea clasat pe locul al 8-lea din 65 de orașe în Indexul de Emergență al Piețelor al Mastercard (2008).

### Afaceri și comerț
În Varșovia, în special în centrul orașului (Śródmieście), se află foarte multe instituții naționale și agenții guvernamentale., dar și foarte multe companii naționale și internaționale. În 2006, 304.016 companii erau înregistrate în oraș. Comunitatea de afaceri a Varșoviei a crescut atât la nivel național și regional dar începe să fie din ce în ce mai influentă și la nivel internațional. Indexul de Emergență a Piețelor Mastercard a cotat puterea economică și centrul comercial. Mai mult, Varșovia a fost cotată pe locul al 7-lea ca cea mai emergentă piață. Investitorii străini participă prin investiții la dezvoltarea orașului, în 2002 investițiile s-au ridicat la suma de 650 milioane de euro. Varșovia produce 12% din venitul național, ce în 2008 a fost de 305.1% a mediei poloneze pe cap de locuitor (sau 160% la media Uniunii Europene). PIB-ul pe cap de locuitor în Varșovia era de 23.800 de euro sau 33.000 de dolari. Varșovia conduce regiunea Europei Centrale la nivelul investițiilor străine, iar în 2006 creșterea PIB-ului a fost de 6.1%. Orașul a cunoscut și una dintre cele mai rapide creșteri economice, PIB-ul crescând la 6.5% în 2007 și 6.1% în 2008.

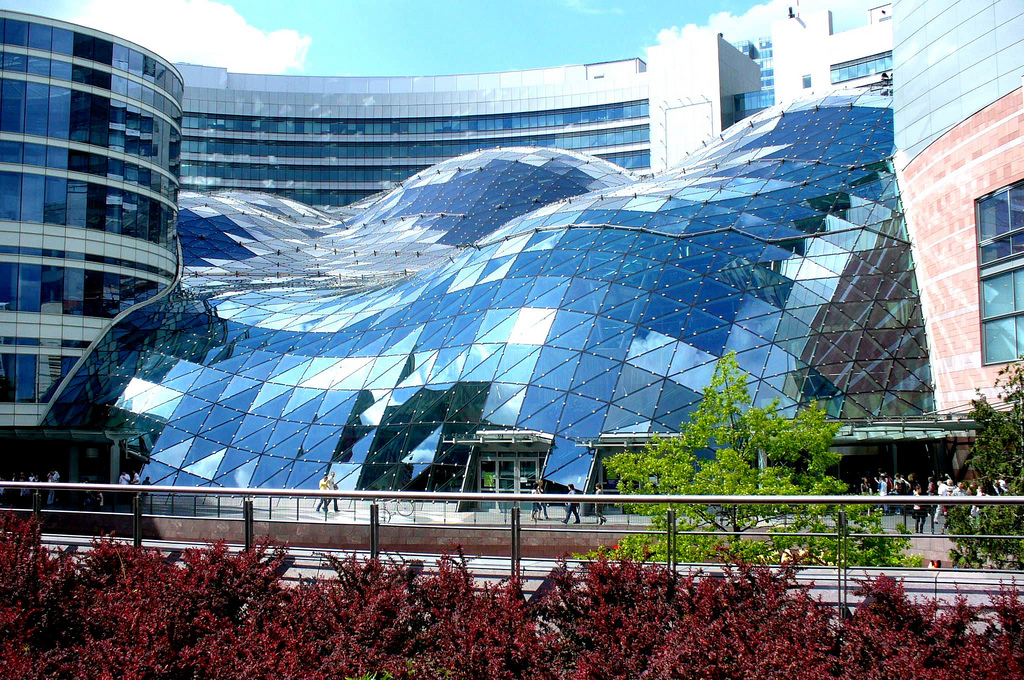
Golden Terraces shopping centre.

În același timp rata șomajului este cea mai mică din Polonia, nedepășind 3% potrivit oficialităților locale. Orașul colectează în jur de 8,740,882,000 złotys din taxe și granturi guvernamentale.

### Bursa de valori a Varșoviei

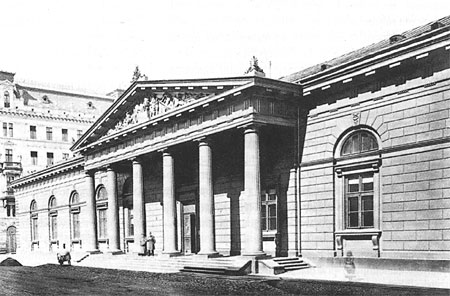
Bursa de Valori Clădirea bursei de valori din 1817 până la începutul celui de al Doilea Război Mondial.

Prima bursă de valori a Varșoviei a fost fondată în anul 1817 și-a continuat activitatea până la începutul celui de al Doilea Război Mondial. Aceasta și-a reluat activitatea în aprilie 1991, ca urmare a sfârșitului controlului comunist și reintroducerea economiei de piață-liberă. Astăzi Bursa de Valori a Varșoviei este, potrivit mai multor indicatori, cea mai mare piață din regiune cu 374 de companii cotate și un capital de 162.584 milioane de euro în august 2009. Din 1991 până în 2000, bursa de valori avea, în mod ironic, sediul în clădirea folosită anterior de Partitul Uniunii Muncitorilor din Polonia. Orașul este considerat unul dintre cele mai atractive locații de afaceri din Europa.

### Industrie
În timpul reconstrucției orașului după cel de al Doilea Război Mondial, autoritățile comuniste au decis ca orașul să devină un centru industrial major. Prin urmare, foarte multe fabrici mari au fost construite în oraș și în împrejurimi. Cea mai mare a fost fabrica de oțel Huta Warszawa, fabrica de mașini FSO și fabrica de tractoare Ursus.
Când economia comunistă a început să decadă aceste fabrici au pierdut foarte mult intrând în faliment după 1989. Astăzi fabrica de oțel Arcelor Warszawa (fosta Huta Warszawa) este singura fabrică ce a supraviețuit.
Fabrica de mașini FSO a fost creată în 1951. Multe autovehicule erau asamblate în ea inclusiv Warszawa, Syrena, Fiat 125p (fiind sub licența Fiat, mai târziu când licența a expirat acesta a fost redenumit FSO 125p) și Polonez. Ultimele două modele erau ansmablate și în alte țări cum ar fi în Egipt și Columbia. În 1995 fabrica a fost cumpărată de sud coreeni de la Daewoo, ce produceau modelele Tico, Espero Nubira, Tacuma, Leganza, Lanos și  Matiz pentru piața europeană. În 2005 fabrica a fost vândută unui producător ucrainean AvtoZAZ ce asambla modelul Chevrolet Aveo. Licența pentru producția modelului Aveo a expirat în februarie 2011 și nu a mai fost reînnoită.
Fabrica de tractoare Ursus a fost deschisă în 1893 și funcționând și astăzi. De-a lungul istoriei sale au fost asamblate o mulțime de mașini, motociclete, vehicule militare, camioane și autobuze. După cel de al Doilea Război Mondial au fost asamblate numai tractoare în ea.
Numărul întreprinderilor deținute de stat continuă să scadă în timp ce numărul companiilor ce au capital străin crește, acest lucru reflectă transformarea continuă spre o economie modernă bazată pe piață. Cei mai mari investitori străini sunt Daewoo, Coca-Cola Amatil și Metro AG. Varșovia are cea mai mare concentrație de electronice și industrie high-tech din Polonia, în timp ce creșterea consumului stimulează dezvoltarea industriei de procesare a alimentelor.

## Atracții Turistice

### Obiective turistice
Deși Varșovia de astăzi este un oraș relativ tânăr există multe atracții turistice. Pe lângă centrul vechi, reconstruit după cel de al Doilea Război Mondial, fiecare centru are câte ceva de oferit. Printre cele mai notabile atracții turistice din orașul vechi se numără: Castelul Regal și Columna Regelui Zygmunt.
Mai spre sud se află așa numita Rută Regală, cu foarte multe locuri clasice, Palatul Prezidențial, campusul Universității din Varșovia. Palatul Wilanów era reședința fostului rege Ioan al III-lea Sobieski, este recunoscut pt arhitectura în stil baroc.
Cel mai vechi parc public al Varșoviei, Grădina Saxonă, se află la 10 minute de mers pe jos din centrul orașului vechi. Cel mai mare parc public al Varșoviei este parcul regal Baths, construit în secolul XVII. Acesta se află spre sud, pe Ruta Regală, la 3 km de Orașul Vechi al Poloniei.
Cimitirul Powązki este unul dintre cele mai vechi cimitire din Europa, în el se află foarte multe sculpturi, unele dintre ele fiind realizate de sculptori polonezi renumiți din secolele XIX respectiv XX. Din moment ce servește comunităților religioase din Varșovia, fie ele catolice, ortodoxe sau evreiești, este adesea numit necropolă. Alături se află strada cimitirului evreiesc Okopowa, unul dintre cele mai mari cimitire evreești din Europa.
În foarte multe locuri din oraș cultura și istoria evreească rezonează cu cea a orașului. Printre cele mai bune exemple este teatrul evreesc, orfelinatele Janusz Korczak și Nożyk Synagogue și pitoreasca stradă Próżna. Paginile tragice de istorie ale Varșoviei sunt comemorate în locuri precum Monumentul Eroilor Ghetoului, Umschlagplatz, la resturile zidului ghetoului de pe strada Sienna și la movila în memoria Organizației de Combatere a Evreilor.
Există multe locuri ce comemorează istoria eroică a Varșoviei. Pawiak, de exemplu, este o pușcărie infamă a gestapo-ului german unde se află în prezent un monument funerar. Citadela Varșoviei, este o fortificație din secolul XIX construită dup înfrângerea Revolta din Noiembrie. Un alt monument important, statuia Micului Insurgent, localizată la meterezele orașului vechi, comemorează copii ce au ajutat la transmiterea mesajelor în timpul Revoltei Varșoviei, în timp ce monumentul impresionant Revolta din Varșovia construit de Wincenty Kućma a fost ridicat în memoria marii insurecții din timpul celui de al Doilea Război Mondial.
În Varșovia foarte multe locuri au legătură cu opera lui Frédéric Chopin. Inima compozitorului polonez se află înhumată în interiorul Bisericii Sfânta Cruce din Varșovia. În timpul verii Statuia lui Chopin din Parcul Regal Baths asistă la numeroase concerte de pian.
Se pot găsi și foarte multe referințe la Marie Curie, munca și familia acesteia se află în Varșovia. Locul de naștere se plasează în orașul nou. Locul unde a realizat primele experimente se regăsește tot în Varșovia. Institutul de Radiu de pe strada Wawelska pentru cercetarea și tratarea cancerului a fost fondat de către ea în 1925.

### Sirena Varșoviei

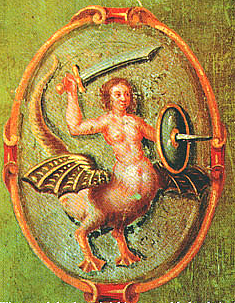
Emblema Varșoviei din 1659 de pe coperta unei cărți de contabilitate a orașului.

Sirena (syrenka în limba poloneză) este simbolul Varșoviei ce poate fi găsit pe statuile din oraș. Această ilustrare a fost folosită încă din secolul XIV. Cel mai vechi sigiliu al Varșoviei datează din anii 1390, constă într-un simbol rotund cu inscripții latinești „Sigilium Civitatis Varsoviensis” (sigiliul orașului Varșovia). Există înregistrări ale orașului din 1609 ce ne înștiințează de o formă a unui monstru de mare cu partea de sus identică cu cea a unei femei ce ține o sabie în mână. În 1653 poetul Zygmunt Laukowski se întreabă de ce Varșovia are această emblemă.

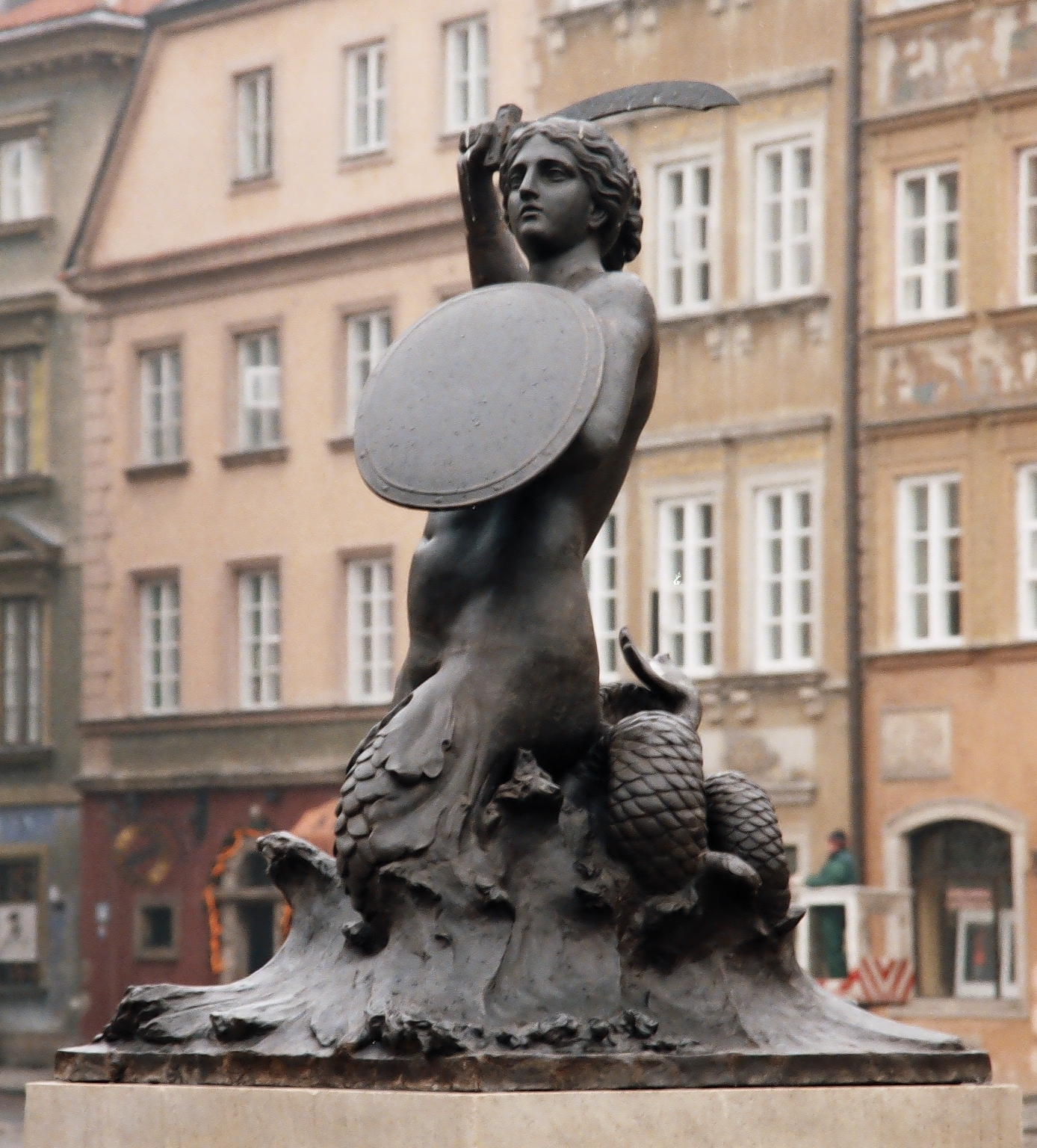
Sculptură din bronz 1855 Sirena Varșoviei din Vechea piață a orașului

Originea figurii legendare nu este cunoscută în totalitate. Cea mai cunoscută legendă, spusă de Artur Oppman, este aceea că în trecut două dintre fiicele lui Triton au plecat într-o călătorie spre adâncurile oceanelor și mărilor. Una dintre ele s-a decis să rămână în portul Copenhaga din Danemarca. A doua sirenă a atins gura de vărsare a râului Vistula și a plonjat în apele sale. S-a oprit să se odihnească pe nisipul plajei satului Warszowa, unde pescarii au venit să îi admire frumusețea și vocea frumoasă. Un negustor lacom auzind vocea acesteia s-a decis să o captureze.
O altă legendă spune că a fost văzută o sirenă înotând spre Varșovia din Marea Baltică pentru iubitul Griffin, apărătorul antic al orașului, ce a fost ucis în lupta împotriva invaziei suedeze din secolul XVII. Sirena, dorind să îl răzbune, a luat ocupat locul de apărător al orașului, devenind simbolul orașului.

## Personalități

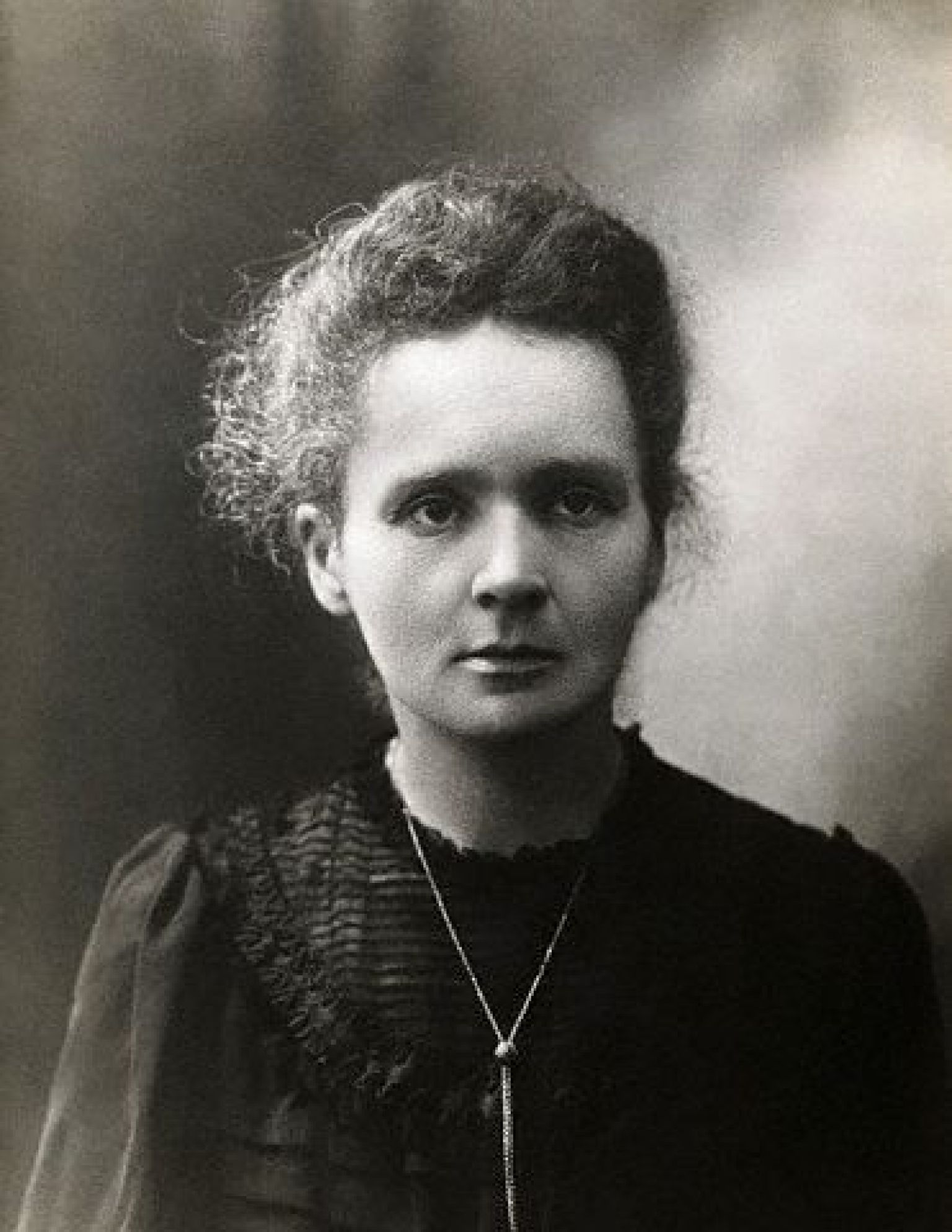
Maria Skłodowska-Curie s-a născut în Varșovia.

Unele dintre cele mai faimoase personalități născute în Varșovia este Maria Skłodowska-Curie, recunoscută pe plan internațional datorită cercetărilor radioactivității . Muzicieni faimoși precum Władysław Szpilman și Frédéric Chopin. Deși Chopin s-a născut în satul Żelazowa Wola aflat la 60 de km de Warșovia, s-a mutat în oraș cu familia sa când avea doar șapte luni. Kazimierz Pułaski, este un erou al Războiului de Independență s-a născut în 1745.
Tamara de Lempicka  a fost o artistă faimoasă născută în Varșovia. S-a născut cu numele de Maria Górska în Varșovia într-o familie bogată iar în 1916 s-a măritat cu un avocat polonez Tadeusz Łempicki . Ea a fost unul dintre reprezentanții stilului Art Deco în pictură. Nathan Alterman, poetul israelian s-a născut în Varșovia, de asemenea și compozitorul și pianistul israelian, Moshe Vilenski ce a studiat Conservatorul în Varșovia. Varșovia a fost orașul preferat al autorului Isaac Bashevis Singer, ce îl descrie în multe dintre romanele sale astfel: “Varșovia tocmai a fost distrusă. Nimeni nu va mai vedea Varșovia știu asta. Permiteți-mi să scriu despre el. Nu permiteți ca Varșovia să dispară pentru totdeauna.”.

### Personalități născute aici
- Bartolomeo Altomonte (1694 - 1783), pictor austriac;
- Henryk Arctowski (1871 - 1958), om de știință, explorator al Antarcticii;
- Kasimir Fajans (1887 - 1975), chimist-fizician american;
- Solomon Asch (1907 - 1996), psiholog american;
- Władysław Bartoszewski (1922 - 2015), om de stat;
- Zbigniew Brzeziński (1928 - 2017), politician american;
- Israel Shahak (1933 - 2001), profesor universitar, supraviețuitor al Holocaustului.

## Stema și culorile
Dintr-a doua parte a secolului al XVIII-lea, stema Varșoviei a fost o sirenă cu sabie și scut în mâini, reprezentând creatura care în legendă a condus un prinț la acest loc, cerându-i să fondeze orașul. Mottoul orașului este "Contemnit procellas" ("Învinge furtunile").
Culorile orașului sunt galben și roșu aranjate ca două benzi într-un steag - galben sus și roșu jos.

## Galerie de imagini

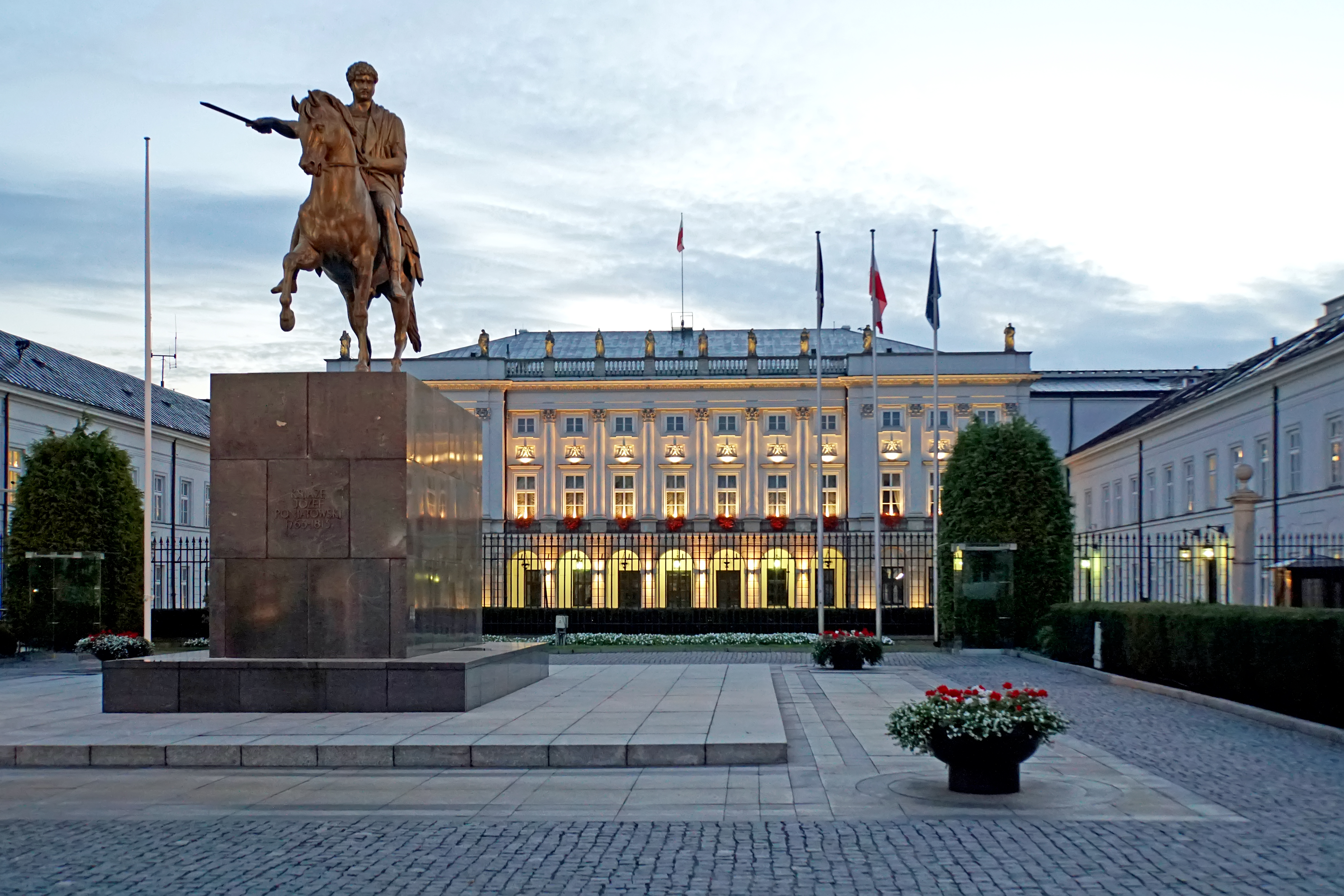
Palatul prezidențial
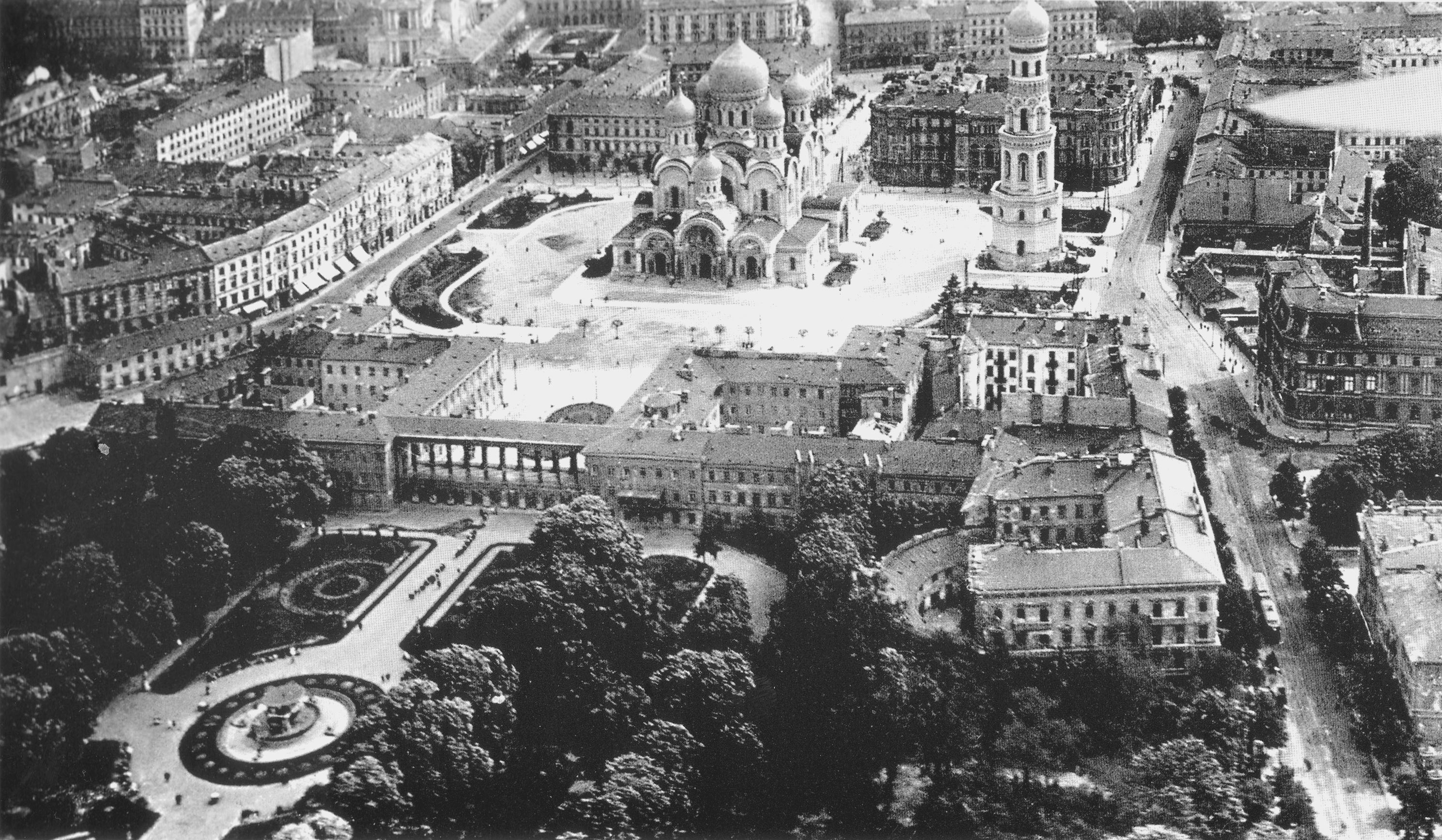
Varșovia 1900
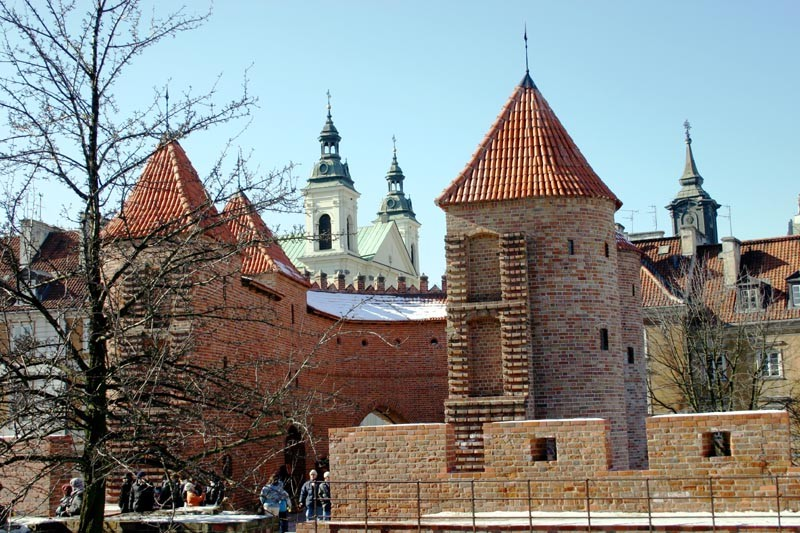
Orasul Vechi
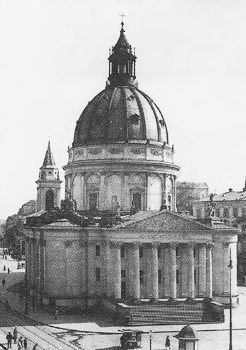
Biserică Sf. Alexandru 1900
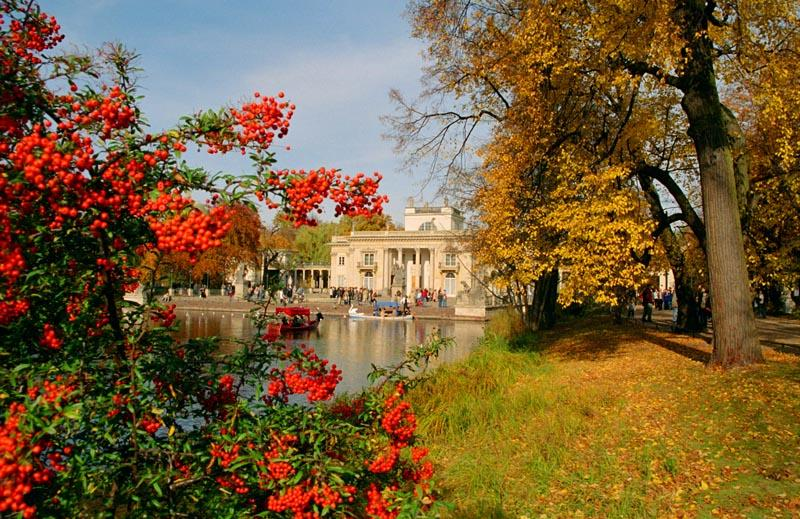
Palatul Łazienki
Piata Centrala - Orasul Vechi
Banca Nationala
Palatul Łazienki